# 北海道警察

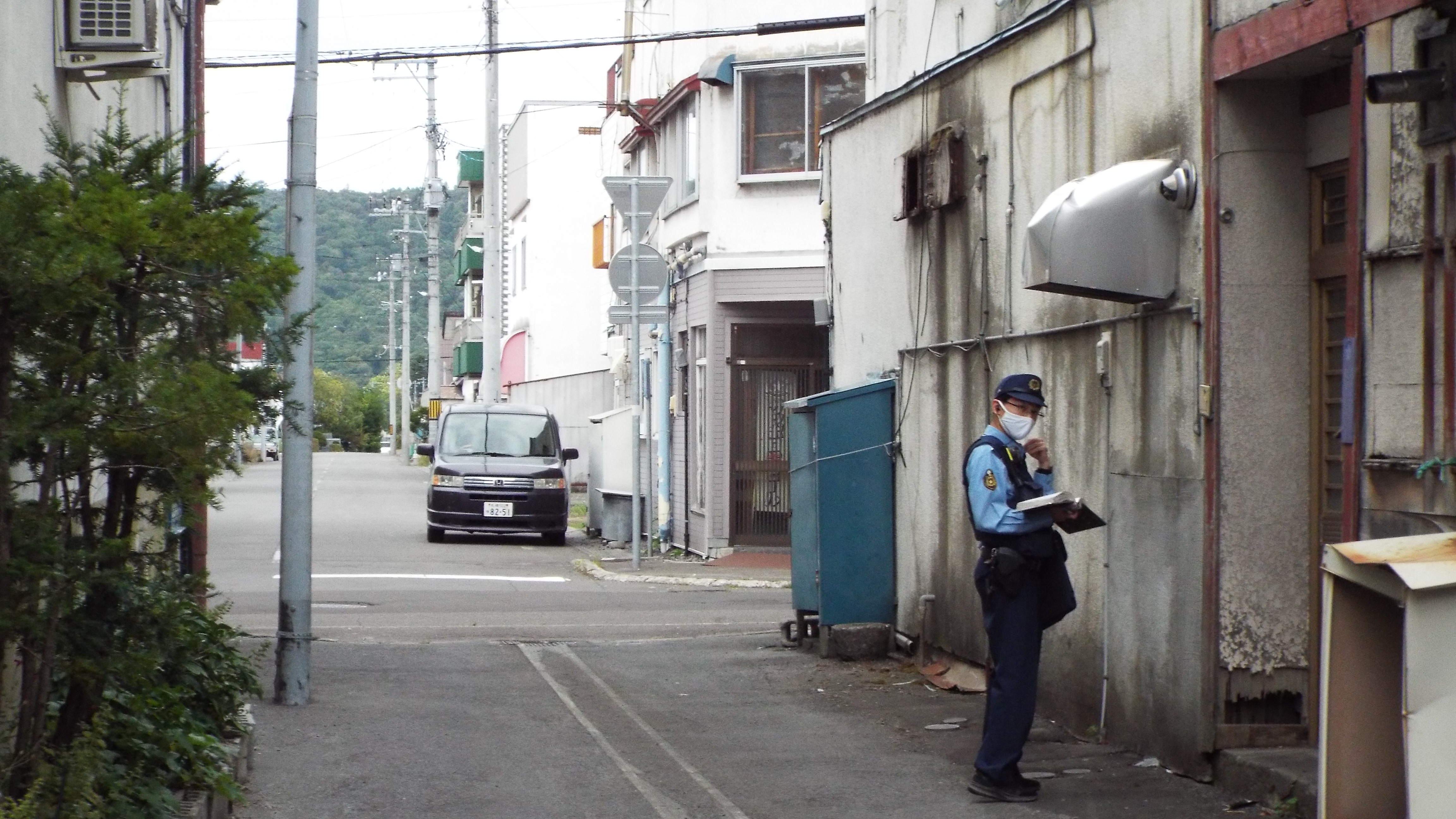
北海道警察官の活動の様子（芦別市内での巡回連絡）

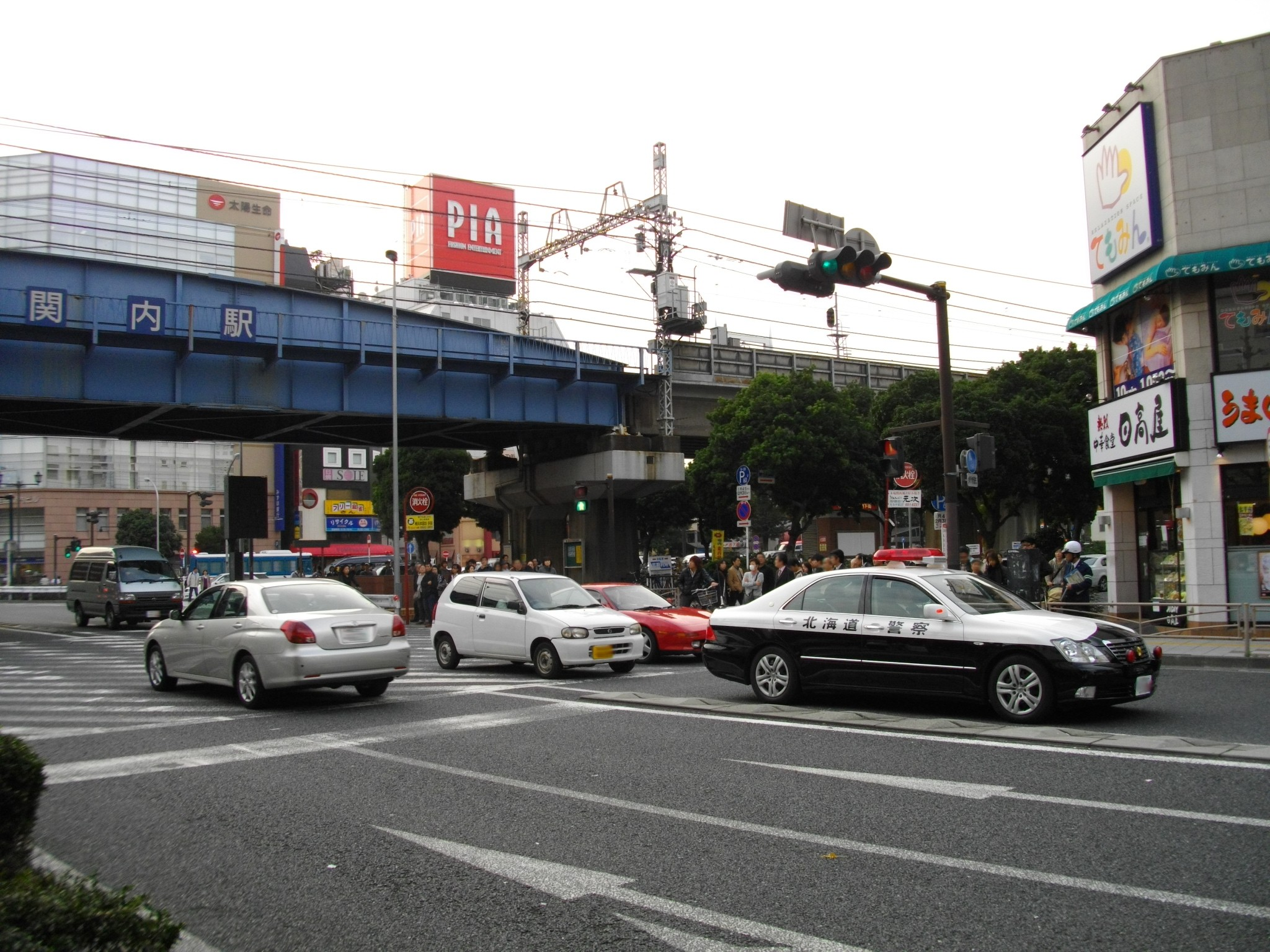
2010(平成22)年11月13日、
APEC警備のため、神奈川県横浜市中区・関内駅前を走行する北海道警察のパトカー

北海道警察（ほっかいどうけいさつ、英語：Hokkaido Prefectural Police、略称：HP ）は、北海道に置かれる警察組織またはその本部（英語：Hokkaido Prefectural Police Headquarters ）である。
北海道内を管轄区域としており、道警または北海道警と略される。

## 概要
警察法の規定により北海道知事の所轄の下に置かれる北海道公安委員会の管理に服し、大規模警察本部であり本部長の階級は警視監である。なお、地方警務官以外の警察官などの給与支払者は北海道知事である。
北海道は面積が広大であることから、札幌・函館・旭川・釧路および北見の5つの方面に分けて、北海道内14地方（総合振興局または振興局の管内）のうち、道警本部の所在地を包括する札幌方面（石狩地方・胆振地方・日高地方の全域と後志地方および空知地方の大半）には方面本部は置かれず道警本部が警察の事務を直接処理するが、他の4つの方面には大規模警察本部以外の警察本部に相当する下部組織として、函館・旭川・釧路および北見の各方面本部が置かれている。（管轄および詳細などは下部または別頁を参照）
なお、これにより北海道公安委員会は、4つの方面本部を管理するための下部組織として、4つの「北海道〇〇方面公安委員会」（函館・旭川・釧路および北見）を置いている。
また、他府県警察が警察庁の地方機関である「管区警察局」の管轄区域となっているのに対して、道警を管轄区域とする管区警察局は存在せず、警視庁とともに警察庁の直接の管轄となっている。
2025年（令和7年）4月1日現在の北海道地方警察職員の定員は、11,672人（うち警察官の定員は10,394人）とされている。なお、この定員のほか、「主として道路における交通の安全と円滑に係る指導取締りに関する事務を行わせるため、巡査245人を置くものとする。」とされている。

## 所在地
【本部庁舎】- 北海道札幌市中央区北2条西7丁目
- 所在機関
  - 北海道公安委員会
  - 警察庁北海道警察情報通信部
  - 自動車安全運転センター北海道方面事務所
（警察庁所管法人）
  - 一般財団法人北海道警察職員互助会

【琴似庁舎】- 北海道札幌市西区八軒1条西3丁目1番9号
- 所在部署
  - 総務部広報課音楽隊
  - 地域部自動車警ら隊：隊本部
  - 刑事部機動捜査隊：隊本部
  - 交通部交通機動隊：隊本部

【総合訓練場】- 北海道千歳市柏台1342番地

## シンボルマークとシンボルマスコット
- シンボルマーク
  - 形象　　HP
  - 主旨　　Hokkaido（北海道）、Police（警察）、People（道民）の頭文字を図案化し、道民とともに力強い警察を、情熱的で勇気あるレッドカラーで表現した。
  - その他　道警職員の名刺などに使用されている。

- シンボルマスコット
  - 愛称　　ほくとくん
  - 生年月日　1992年（平成4年）6月23日
  - 由来　　北の夜空にあって輝く北斗星を、北海道の輝く未来とともに、犯罪や事故のない明るく住みよいまちづくりのために、昼夜の別なく活躍する道警の姿に例えて命名した。
  - 主旨　　北海道に棲む、うさぎ、ふくろう、馬、きつねなどの動物たちをヒューマンにイメージし合成したオリジナルマスコットである。ブルー、ホワイト、ベージュの3色が使われており各色において道警のあるべき姿を表現しており、左胸には道警のシンボルマークがついている。
  - その他　きぐるみが制作されており、音楽隊行事や警察署などの各種啓発活動に使われている。

## 本部の組織
- 総務部
- 総務部長
  - 総務課 - 次席
    - 公安委員会補佐室（室長 - 同部管理官）
    - 警察情報センター（所長 - 同部管理官）
    - 取調べ監督室

  - 広報課
    - 情報発信・広聴室
    - 音楽隊（副隊長 - 広報課長補佐）

  - 警察相談課
  - 会計課
    - 物品調達・管理室（室長 - 同部参事）
    - 監査室（室長 - 同部参事）

  - 施設課
    - 庁舎管理室

  - 装備課
  - 情報管理課
    - システム管理室

  - 留置管理課
    - 琴似留置場（札幌市西区）

- 警務部
- 警務部長
  - 理事官
  - 総合企画官
  - 警務課 - 次席
    - 犯罪被害者支援室
    - イノベーション推進室
    - 採用センター
    - 給与管理室（室長 - 事務職員）

  - 教養課
    - 術科指導室（室長 - 技術職員）
    - 通訳センター

  - 厚生課
    - ライフプラン推進室
    - 健康管理室（室長 - 同部参事）

  - 監察官室
    - 訟務官
    - 訟務室（室長 - 訟務官）

  - 首席監察官 - 監察官

- 生活安全部
- 生活安全部長
  - 生活安全企画課 - 次席
  - 人身安全対策課
    - ストーカー聴聞官

  - 少年課
    - 少年サポートセンター

  - 生活経済課
  - 保安課
    - 保安聴聞官

  - サイバー犯罪対策課

- 地域部
- 地域部長
  - 地域企画課 - 次席 - 中隊長 - 小隊長
    - 地域警察運営室
    - 地域実務指導室（室長 - 同部管理官）
    - 鉄道警察隊（隊本部：ＪＲ札幌駅構内／札幌市北区）（隊長 - 同部管理官）

  - 通信指令課
  - 自動車警ら隊 - 副隊長 - 班長
  - 山岳遭難救助隊（隊本部長：地域部長）[12]
    - 山岳遭難救助対策官（地域企画課指導官）

- 刑事部[13]
- 刑事部長
  - 組織犯罪対策局長
  - 刑事企画課 - 次席
  - 捜査第一課
    - 検視官室 （室長 - 同部管理官）- 検視官

  - 捜査第二課
  - 捜査第三課
  - 捜査支援分析課
    - 照会センター

  - 鑑識課
    - 指紋センター
      - 警察犬訓練所[14]（庁舎／札幌市南区）

  - 機動捜査隊 - 副隊長 - 班長
  - 科学捜査研究所 - 副所長（技術職員）-    科長（技術職員）
    - 主任研究官
    - 専門研究官

  - 組織犯罪対策局組織犯罪対策企画課
    - 特殊詐欺対策室
    - 国際捜査室

  - 組織犯罪対策局組織犯罪対策第一課
  - 組織犯罪対策局組織犯罪対策第二課
    - 薬物銃器対策室
    - 暴力団意見聴聞官

- 交通部
- 交通部長
  - 運転免許センター長
  - 交通企画課 - 次席
    - 交通総合対策センター

  - 交通指導課
    - 駐車対策センター（所長 - 同部管理官）
    - 交通反則通告センター（所長 - 同部管理官）

  - 交通捜査課
  - 交通規制課
    - 交通管制センター（所長 - 技術職員）

  - 交通機動隊 - 副隊長 - 中隊長 - 小隊長
    - 隊本部
      - 砂川分駐所（滝川警察署砂川警察庁舎内）
      - 小樽分駐所（小樽警察署内）
      - 苫小牧分駐所（苫小牧警察署内）

  - 高速道路交通警察隊[15] - 副隊長 - 中隊長 - 小隊長
    - 隊本部（札幌市厚別区／NEXCO東日本北海道支社敷地内）
      - 銭函分駐所（小樽市）
      - 北広島分駐所（北広島市）
      - 夕張分駐所（夕張市）
      - 占冠分駐所（勇払郡占冠村）
      - 苫小牧中央分駐所（苫小牧市）
      - 苫東中央分駐所（苫小牧市）
      - 室蘭分駐所（室蘭市）
      - 岩見沢分駐所（岩見沢市）
      - 滝川分駐所（滝川市）

  - 運転免許センター運転免許試験課
    - 高齢運転者支援室（室長 - 同部管理官）
    - 札幌運転免許試験場（札幌市手稲区）
    - 中央優良運転者免許更新センター（札幌市中央区／中央警察署内）
    - 厚別優良運転者免許更新センター（札幌市厚別区／厚別警察署内）

  - 運転免許センター運転免許管理課
    - 交通聴聞官

- 警備部
- 警備部長
  - 災害対策官
  - 公安第一課 - 次席
    - サイバー攻撃対策室（室長 - 同部管理官）

  - 公安第二課
    - 警衛・警護室（室長 - 同部管理官）

  - 公安第三課
  - 外事課
    - 国際テロリズム対策室

  - 警備課
    - 災害対策室（室長 - 同部災害対策官）

  - 機動隊（庁舎／札幌市南区） - 副隊長 - 中隊長 - 小隊長
  - 特殊部隊（英語: Special Assault Team、略称：SAT）
  - 航空隊[16] - 副隊長
    - 本隊（札幌市東区／札幌飛行場内）
    - 帯広分遣隊（帯広市／帯広空港内） - 分遣隊責任者

- 札幌市警察部
- 警察部長
  - 企画課 - 次席 - 課長補佐

- サイバーセキュリティ対策本部
  - 対策本部長 - 班長

- 北海道警察学校（校舎／札幌市南区）
- 校長 
  - 副校長
    - 庶務部 - 次長
      - 庶務課 - 次席
      - 会計課 - 次席

    - 初任部 - 次長
    - 教務部 - 次長
    - 指導部 - 次長
      - 術科室

  - 函館方面分校（校舎／函館市） -　分校長
  - 旭川方面分校（校舎／旭川市） -　分校長
  - 釧路方面分校（校舎／釧路市） -　分校長
  - 北見方面分校（校舎／北見市） -　分校長

## 装備

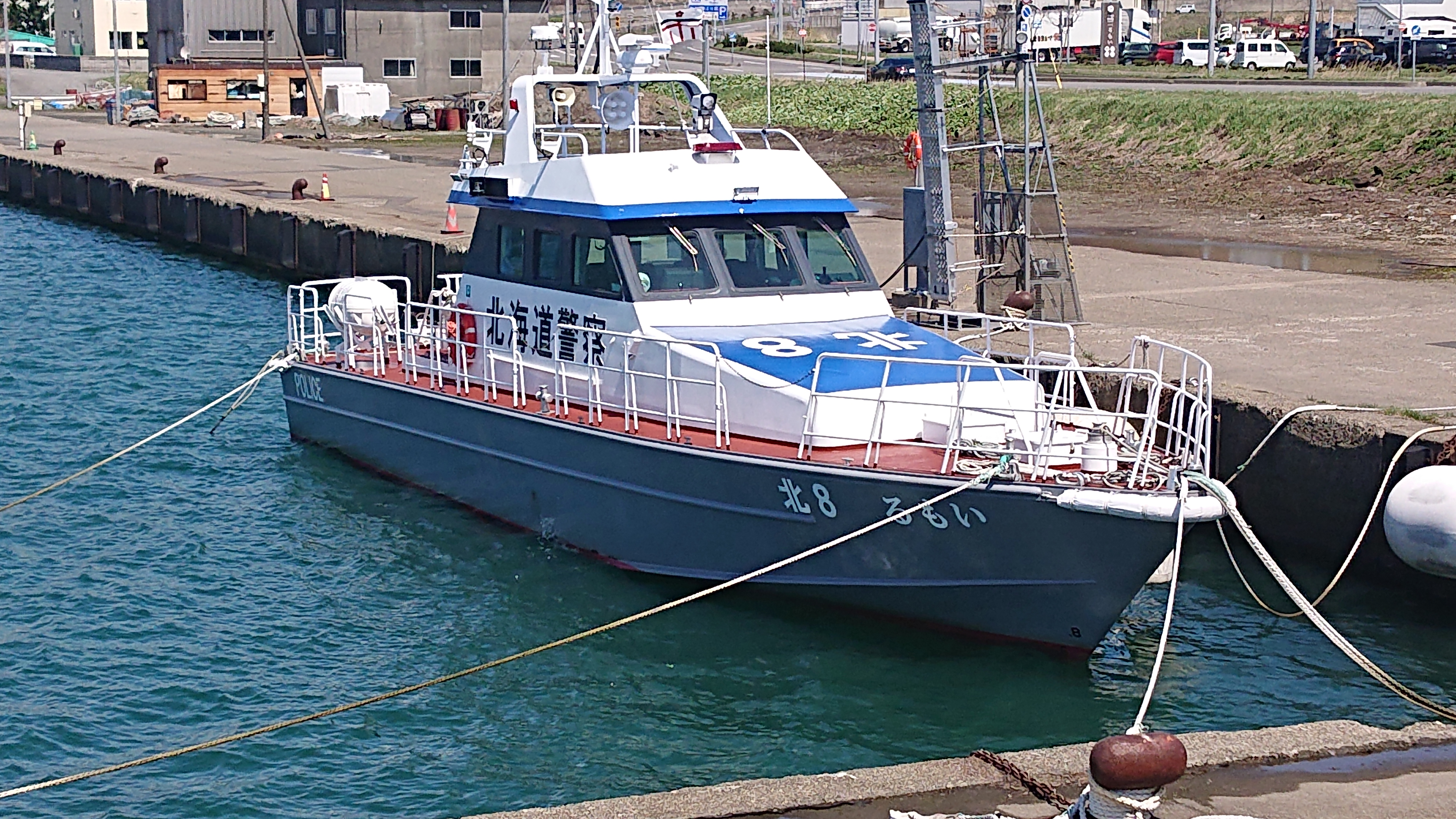
警備艇　るもい

- パトロールカー 1,330台
- 白バイ 60台
- 警備艇 6隻

| 船名 | 愛称     | 配備署 | 型式  | 配備年  |
| ---- | -------- | ------ | ----- | ------- |
| 北1  | いしかり | 小樽   | 23m型 | 1999    |
| 北2  | いぶり   | 室蘭   | 17m型 | 2022/3  |
| 北4  | おしま   | 函館西 | 17m型 | 2014/11 |
| 北5  | そうや   | 稚内   | 17m型 | 1999    |
| 北6  | くしろ   | 釧路   | 23m型 | 2001    |
| 北8  | るもい   | 留萌   | 17m型 |         |

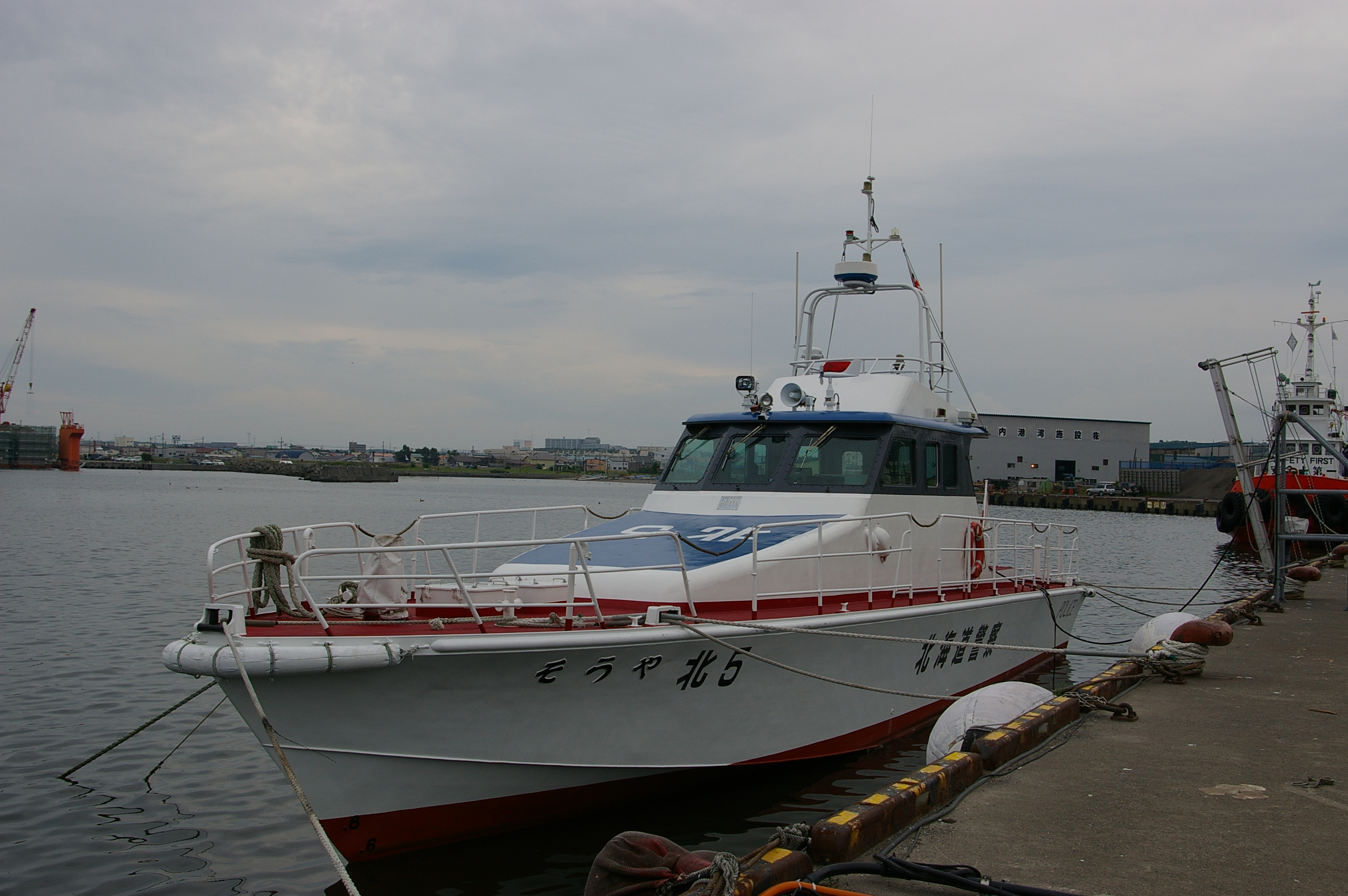
警備艇　そうや

退役艇 - のさっぷ 根室 17m型 北7、こぶし 千歳（支笏湖） 8m型、はまなす 苫小牧 8m型
- ヘリコプター 5機

| 管区       | 都道府県   | 愛称      | 機体番号 | 機種      | 配備箇所   | 所有者 | 備考       |
| ---------- | ---------- | --------- | -------- | --------- | ---------- | ------ | ---------- |
| 北海道警察 | 北海道警察 | だいせつ1 | JA04HP   | AW139     | 札幌飛行場 | 警察庁 |            |
| 北海道警察 | 北海道警察 | だいせつ2 | JA05HP   | AW139     | 札幌飛行場 | 警察庁 |            |
| 北海道警察 | 北海道警察 | だいせつ3 | JA01HP   | Bell412EP | 札幌飛行場 | 警察庁 | テロ対策機 |
| 北海道警察 | 北海道警察 | ぎんれい1 | JA03HP   | A109E     | 札幌飛行場 | 警察庁 |            |
| 北海道警察 | 北海道警察 | ぎんれい2 | JA21DK   | EC135P3   | 帯広空港   | 警察庁 | 帯広分遣隊 |

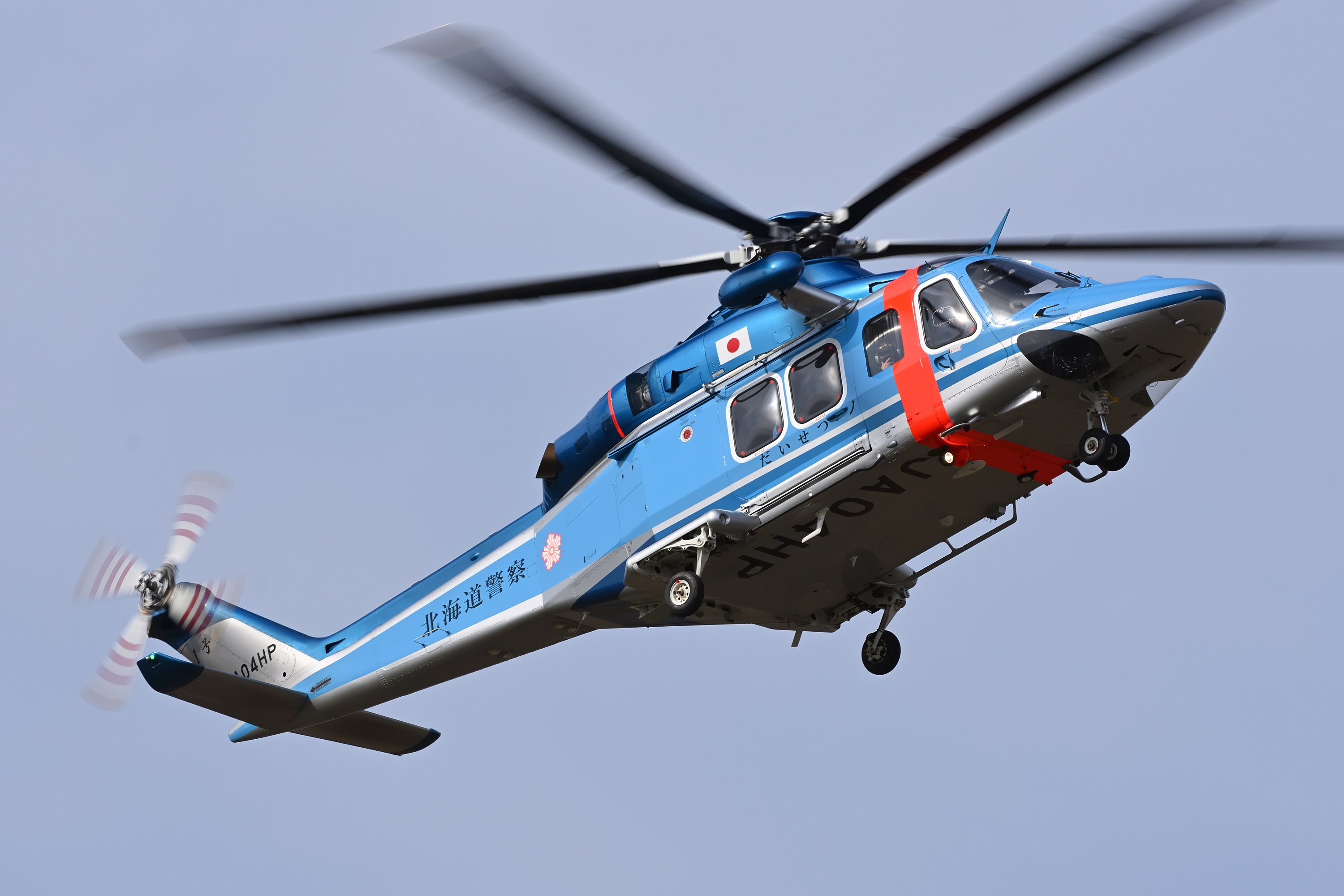
だいせつ1
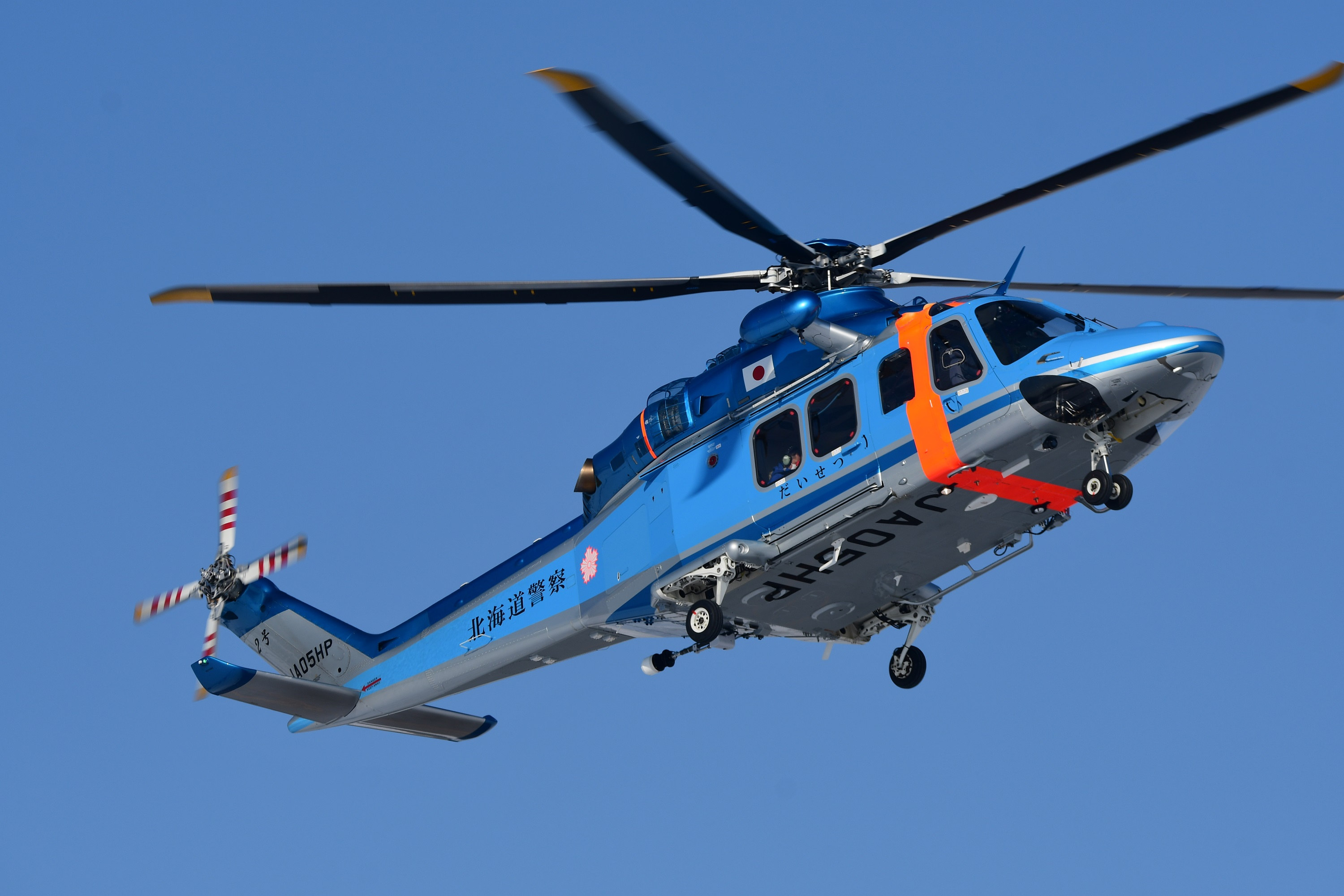
だいせつ2
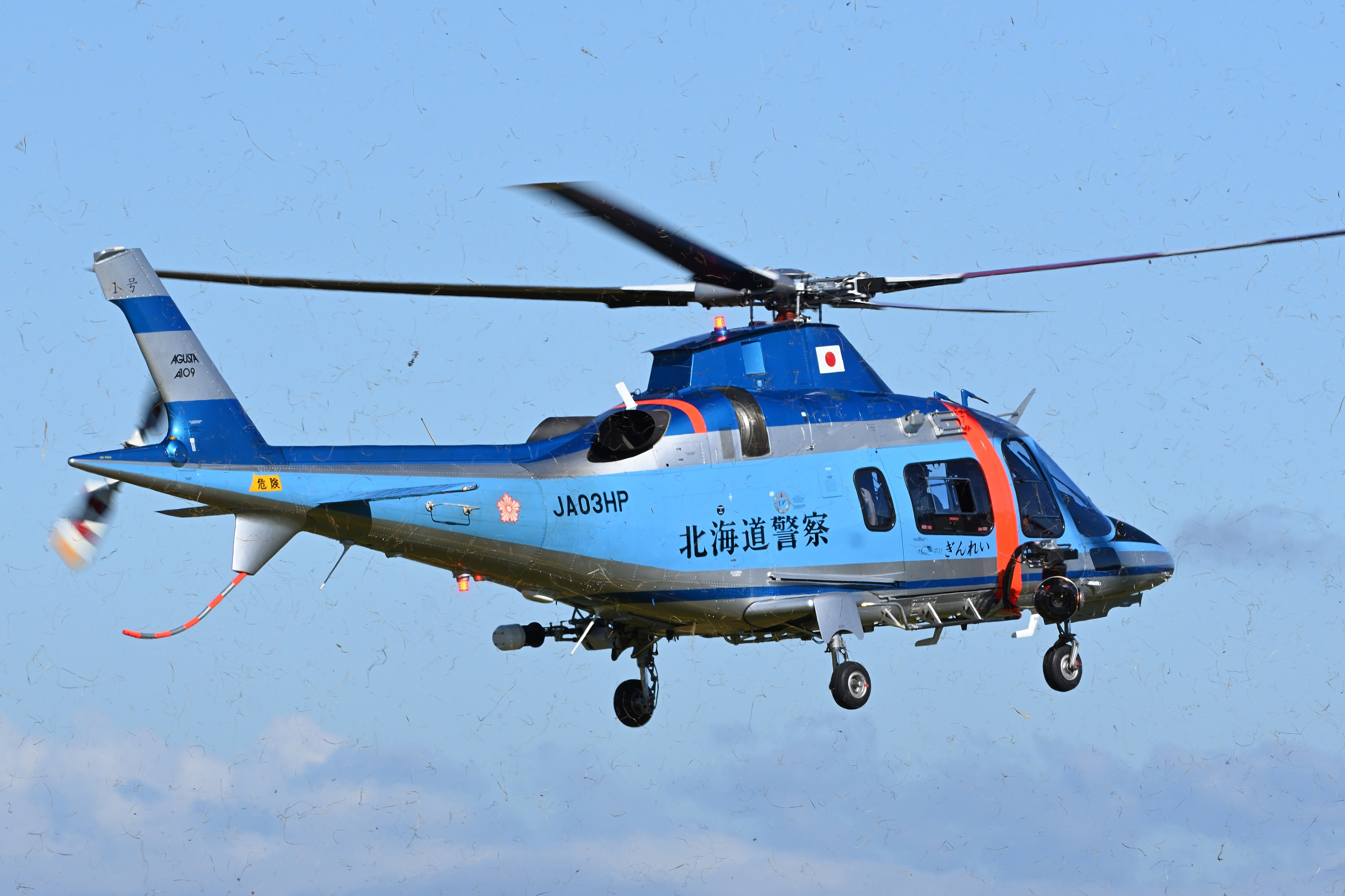
ぎんれい1

退役機 - ぎんれい2 JA02HP（EC135P1）

## 方面本部
- 北海道警察本部（札幌方面）- 石狩地方・胆振地方・日高地方の全域と空知地方の深川市および雨竜郡を除く地域、後志地方の寿都郡および島牧郡を除く地域を管轄
- 函館方面本部 - 渡島地方・檜山地方の全域と後志地方の寿都郡および島牧郡を管轄（函館地方検察庁の管轄区域と同一）
- 旭川方面本部 - 上川地方・留萌地方・宗谷地方の全域と空知地方の深川市および雨竜郡を管轄
- 釧路方面本部 - 釧路地方・根室地方・十勝地方の全域を管轄
- 北見方面本部 - オホーツク地方の全域を管轄

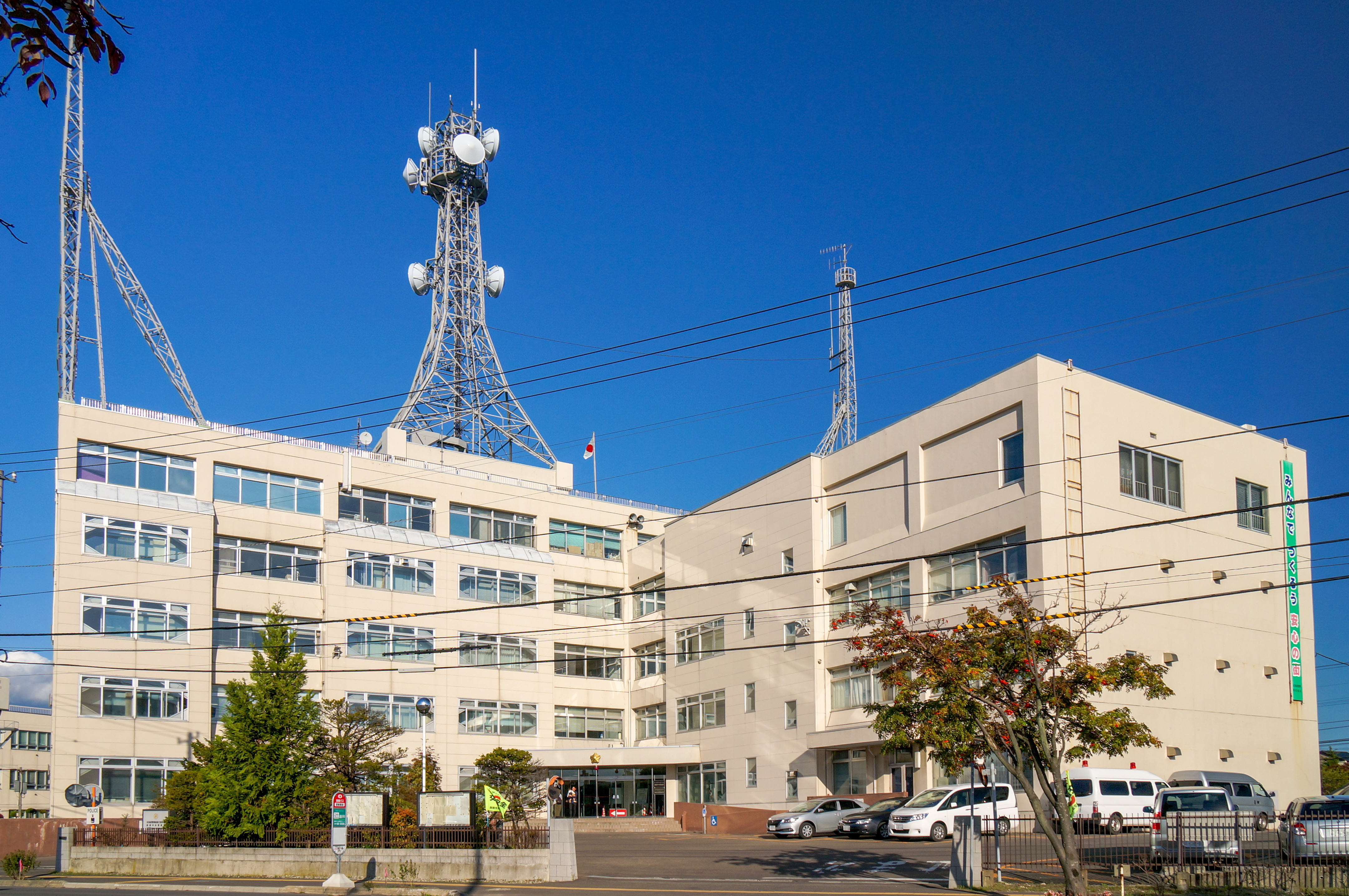
函館方面本部
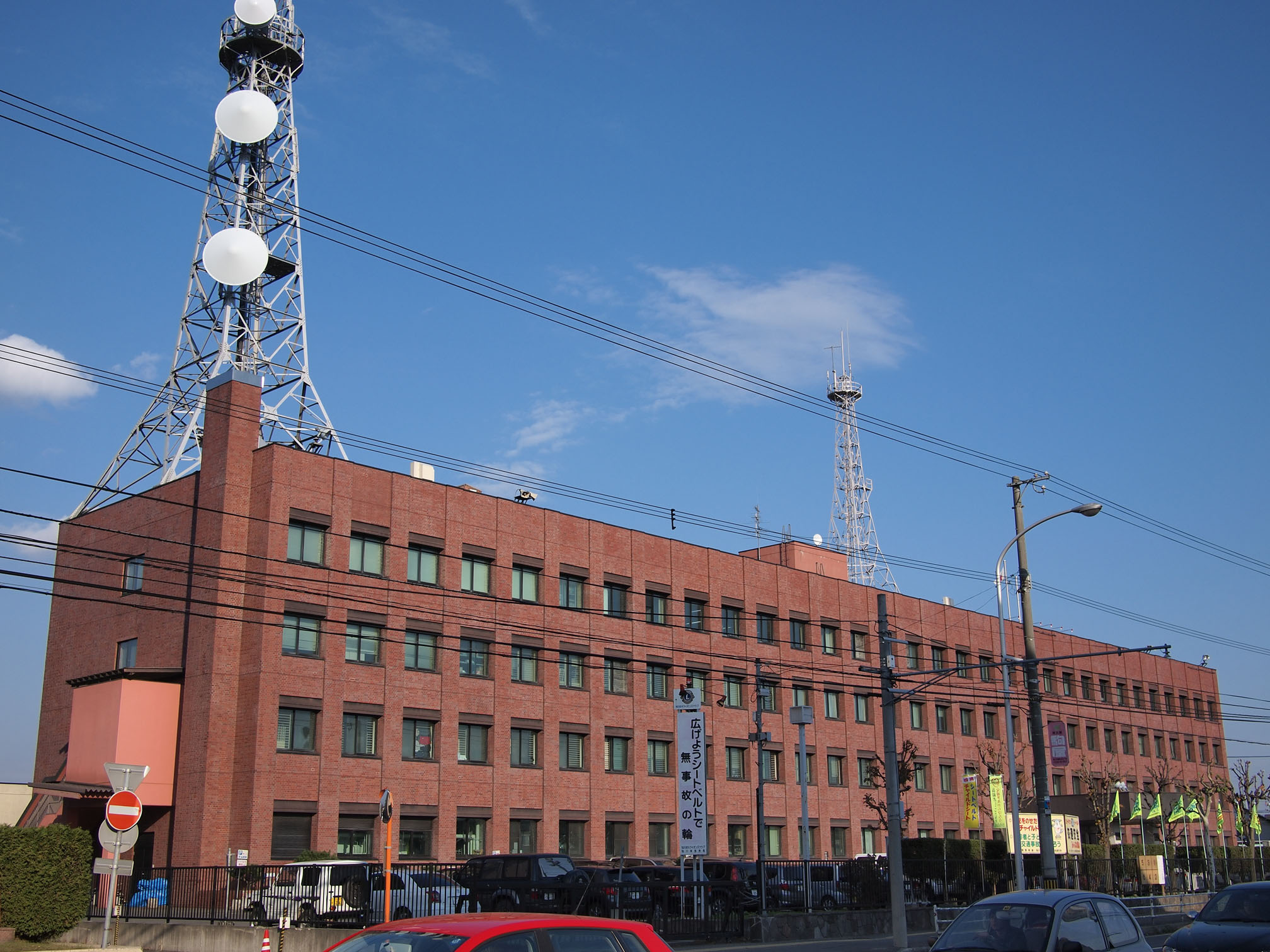
旭川方面本部
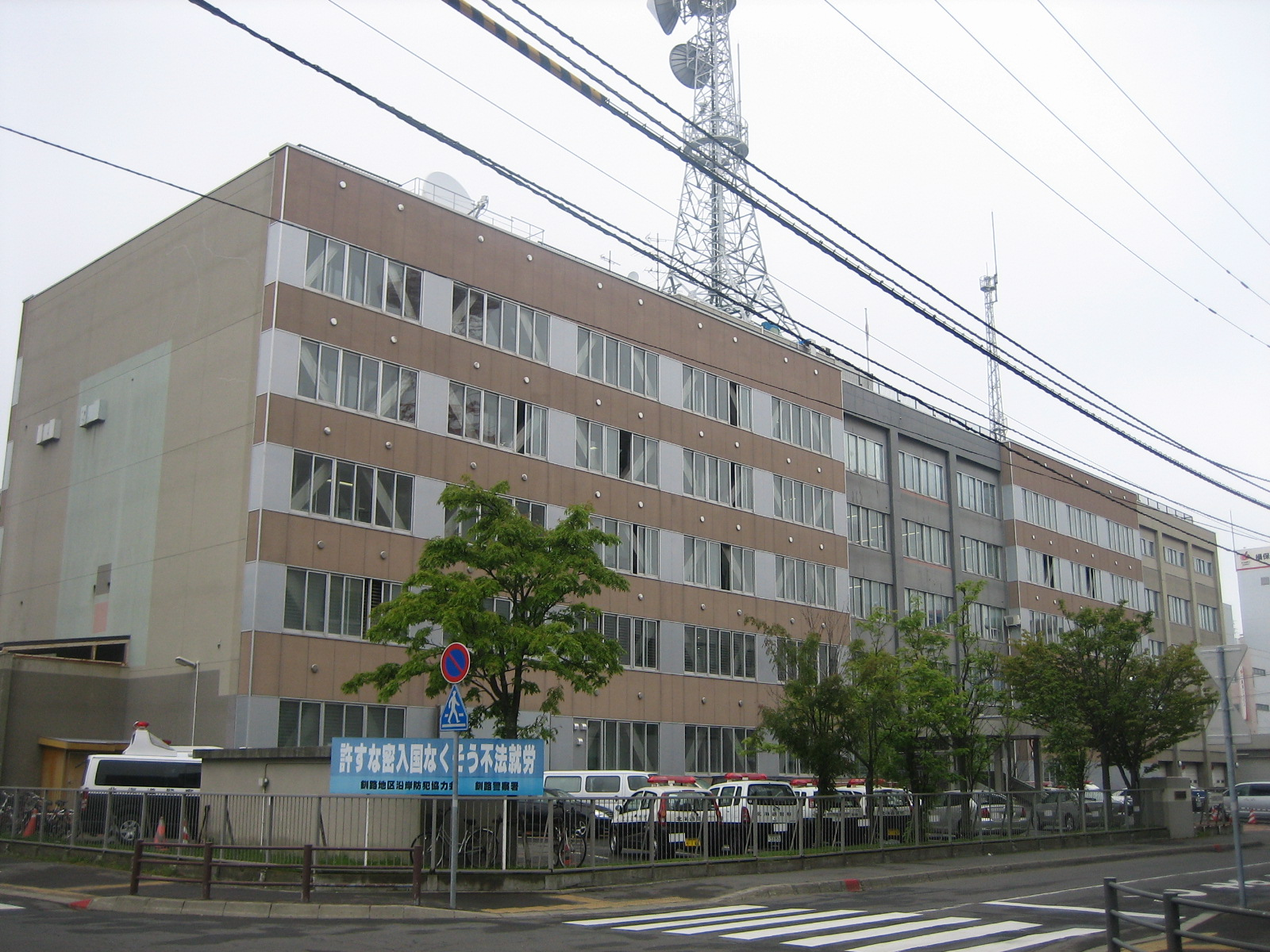
釧路方面本部
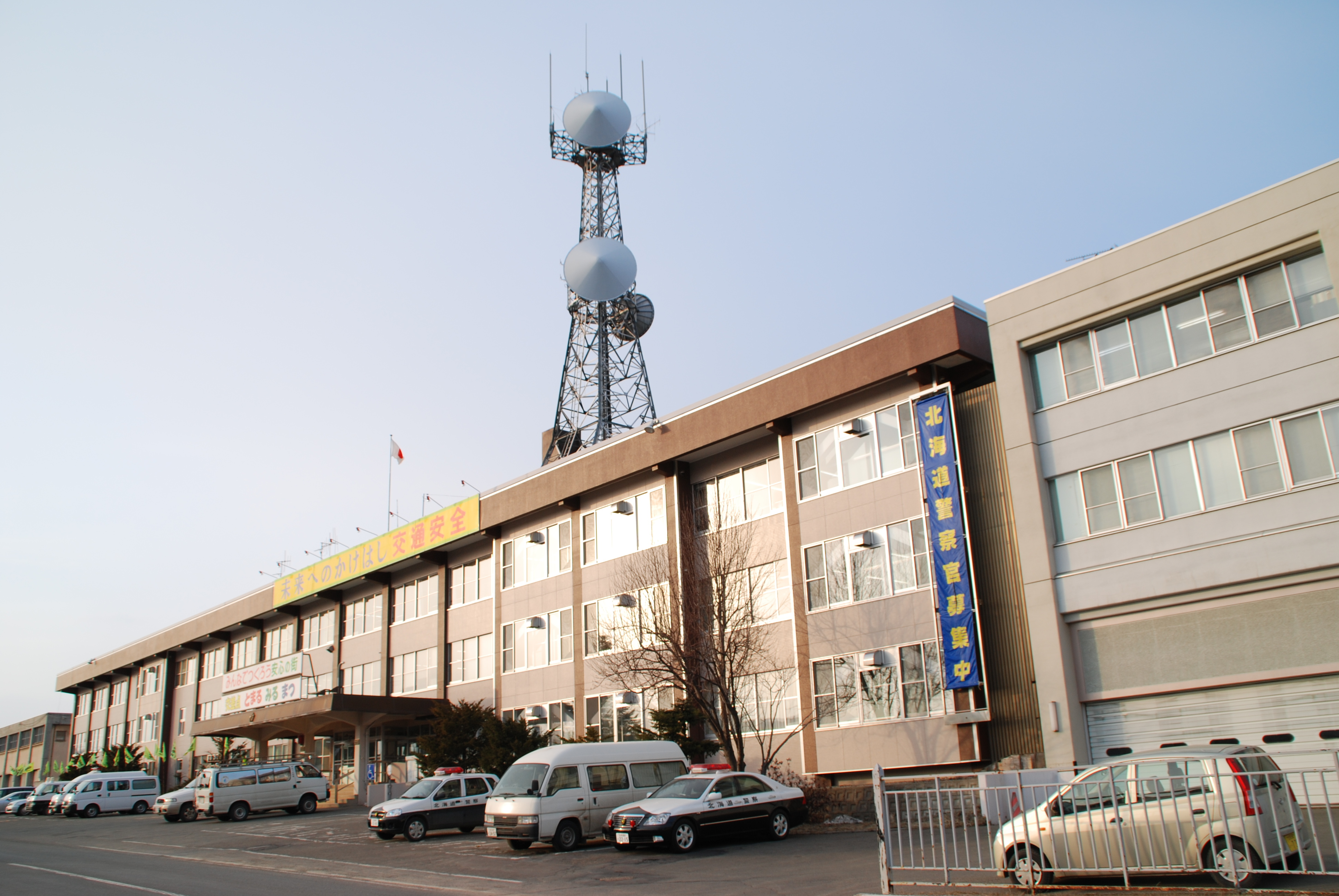
北見方面本部

## 警察署
道内には64署が設置されており、そのうち札幌方面管内の3署（中央・北・苫小牧） 、函館方面本部管内の1署（函館中央） 、旭川方面本部管内の1署（旭川中央） 、釧路方面本部管内の2署（釧路・帯広）の計7署が、大規模署（署長の階級は警視正）である。
北海道警察本部（札幌方面）直轄（27署）
- 警察車両ナンバーの地名表記：石狩・後志・空知地域は「札幌」、苫小牧署以外の胆振・日高地域は「室蘭」、苫小牧署は「苫小牧[注 2]」（ご当地ナンバー）となる。

| ※      | 地域 | 警察署                    | 所在地                                 | 管轄区域                                                                   |
| ------ | ---- | ------------------------- | -------------------------------------- | -------------------------------------------------------------------------- |
| 札幌   | 石狩 | 中央警察署 （大規模署）   | 札幌市中央区北1条西5丁目4番地          | 札幌市中央区の一部                                                         |
| 札幌   | 石狩 | 東警察署                  | 札幌市東区北16条東1丁目3番15号         | 札幌市東区                                                                 |
| 札幌   | 石狩 | 西警察署                  | 札幌市西区西野2条5丁目3番60号          | 札幌市西区、中央区の一部                                                   |
| 札幌   | 石狩 | 南警察署                  | 札幌市中央区南29条西11丁目1番1号       | 札幌市南区、中央区の一部                                                   |
| 札幌   | 石狩 | 北警察署 （大規模署）     | 札幌市北区北24条西8丁目2番20号         | 札幌市北区、石狩市、石狩郡当別町                                           |
| 札幌   | 石狩 | 白石警察署                | 札幌市白石区菊水3条5丁目4番2号         | 札幌市白石区                                                               |
| 札幌   | 石狩 | 豊平警察署                | 札幌市豊平区豊平7条13丁目1番15号       | 札幌市豊平区、清田区                                                       |
| 札幌   | 石狩 | 厚別警察署                | 札幌市厚別区厚別中央2条4丁目1番15号    | 札幌市厚別区、北広島市                                                     |
| 札幌   | 石狩 | 手稲警察署                | 札幌市手稲区富丘1条4丁目3番1号         | 札幌市手稲区                                                               |
| 札幌   | 石狩 | 江別警察署                | 江別市弥生町23番地                     | 江別市、石狩郡新篠津村                                                     |
| 札幌   | 石狩 | 千歳警察署                | 千歳市東雲町5丁目61番地                | 千歳市、恵庭市                                                             |
| 札幌   | 空知 | 岩見沢警察署              | 岩見沢市10条東2丁目1番地1              | 岩見沢市、三笠市、樺戸郡月形町                                             |
| 札幌   | 空知 | 栗山警察署                | 夕張郡栗山町朝日3丁目115番地11         | 夕張市、夕張郡由仁町・栗山町・長沼町、空知郡南幌町                         |
| 札幌   | 空知 | 美唄警察署                | 美唄市東1条北7丁目1番1号               | 美唄市                                                                     |
| 札幌   | 空知 | 滝川警察署                | 滝川市緑町1丁目1番12号                 | 滝川市、砂川市、樺戸郡新十津川町・浦臼町、空知郡上砂川町・奈井江町         |
| 札幌   | 空知 | 赤歌警察署                | 赤平市東大町3丁目2番地                 | 赤平市、歌志内市                                                           |
| 札幌   | 空知 | 芦別警察署                | 芦別市南1条東2丁目12番地12             | 芦別市                                                                     |
| 札幌   | 後志 | 小樽警察署                | 小樽市富岡1丁目7番1号                  | 小樽市                                                                     |
| 札幌   | 後志 | 余市警察署                | 余市郡余市町朝日町27番地               | 余市郡余市町・仁木町・赤井川村、古平郡古平町、積丹郡積丹町                 |
| 札幌   | 後志 | 岩内警察署                | 岩内郡岩内町字高台5番地                | 岩内郡岩内町・共和町、古宇郡神恵内村・泊村                                 |
| 札幌   | 後志 | 倶知安警察署              | 虻田郡倶知安町南1条東2丁目1番地        | 虻田郡倶知安町・ニセコ町・喜茂別町・京極町・留寿都村・真狩村、磯谷郡蘭越町 |
| 室蘭   | 胆振 | 伊達警察署                | 伊達市館山町10番地22                   | 伊達市、有珠郡壮瞥町、虻田郡豊浦町・洞爺湖町                               |
| 室蘭   | 胆振 | 室蘭警察署                | 室蘭市東町4丁目27番10号                | 室蘭市、登別市                                                             |
| 苫小牧 | 胆振 | 苫小牧警察署 （大規模署） | 苫小牧市旭町3丁目5番12号               | 苫小牧市、勇払郡厚真町・安平町・むかわ町、白老郡白老町                     |
| 室蘭   | 日高 | 門別警察署                | 沙流郡日高町富川東1丁目4番1号          | 沙流郡日高町・平取町                                                       |
| 室蘭   | 日高 | 静内警察署                | 日高郡新ひだか町静内古川町1丁目3番22号 | 日高郡新ひだか町、新冠郡新冠町                                             |
| 室蘭   | 日高 | 浦河警察署                | 浦河郡浦河町築地2丁目2番4号            | 浦河郡浦河町、様似郡様似町、幌泉郡えりも町                                 |

函館方面本部管轄（9署）
- 警察車両ナンバーの地名表記：渡島・檜山地域は「函館」、後志地域は「札幌」となる。

| ※    | 地域 | 警察署                      | 所在地                            | 管轄区域                                                     |
| ---- | ---- | --------------------------- | --------------------------------- | ------------------------------------------------------------ |
| 函館 | 渡島 | 函館中央警察署 （大規模署） | 函館市五稜郭町15番5号             | 函館市の一部、北斗市、亀田郡七飯町                           |
| 函館 | 渡島 | 函館西警察署                | 函館市海岸町11番27号              | 函館市の一部                                                 |
| 函館 | 渡島 | 森警察署                    | 茅部郡森町字上台町299番地6        | 茅部郡森町・鹿部町                                           |
| 函館 | 渡島 | 八雲警察署                  | 二海郡八雲町富士見町113番地       | 二海郡八雲町、山越郡長万部町                                 |
| 函館 | 渡島 | 木古内警察署                | 上磯郡木古内町字本町550番地3      | 上磯郡木古内町・知内町                                       |
| 函館 | 渡島 | 松前警察署                  | 松前郡松前町字福山164番地         | 松前郡松前町・福島町                                         |
| 函館 | 檜山 | 江差警察署                  | 檜山郡江差町字上野町30番地        | 檜山郡江差町・上ノ国町・厚沢部町、爾志郡乙部町、奥尻郡奥尻町 |
| 函館 | 檜山 | せたな警察署                | 久遠郡せたな町北檜山区徳島4番地17 | 久遠郡せたな町、瀬棚郡今金町                                 |
| 札幌 | 後志 | 寿都警察署                  | 寿都郡寿都町字渡島町82番地        | 寿都郡寿都町・黒松内町、島牧郡島牧村                         |

旭川方面本部管轄（11署）
- 警察車両ナンバーの地名表記：すべての地域が「旭川」

| ※    | 地域 | 警察署                      | 所在地                       | 管轄区域                                                             |
| ---- | ---- | --------------------------- | ---------------------------- | -------------------------------------------------------------------- |
| 旭川 | 上川 | 旭川中央警察署 （大規模署） | 旭川市6条通10丁目2231番地1   | 旭川市の一部、上川郡鷹栖町・比布町                                   |
| 旭川 | 上川 | 旭川東警察署                | 旭川市1条通25丁目487番地6    | 旭川市の一部、上川郡美瑛町・上川町・当麻町・愛別町・東川町・東神楽町 |
| 旭川 | 上川 | 富良野警察署                | 富良野市若葉町11番1号        | 富良野市、空知郡上富良野町・中富良野町・南富良野町、勇払郡占冠村     |
| 旭川 | 上川 | 士別警察署                  | 士別市東5条5丁目1番地        | 士別市、上川郡剣淵町・和寒町、雨竜郡幌加内町                         |
| 旭川 | 上川 | 名寄警察署                  | 名寄市大通南1丁目1番地1      | 名寄市、上川郡下川町、中川郡美深町・中川町・音威子府村               |
| 旭川 | 宗谷 | 枝幸警察署                  | 枝幸郡枝幸町本町705番地2     | 枝幸郡枝幸町・浜頓別町・中頓別町                                     |
| 旭川 | 宗谷 | 稚内警察署                  | 稚内市大黒1丁目6番48号       | 稚内市、宗谷郡猿払村、利尻郡利尻町・利尻富士町、礼文郡礼文町         |
| 旭川 | 宗谷 | 天塩警察署                  | 天塩郡天塩町新栄通9丁目      | 天塩郡豊富町・幌延町                                                 |
| 旭川 | 留萌 | 天塩警察署                  | 天塩郡天塩町新栄通9丁目      | 天塩郡天塩町・遠別町                                                 |
| 旭川 | 留萌 | 羽幌警察署                  | 苫前郡羽幌町南4条4丁目13番地 | 苫前郡羽幌町・苫前町・初山別村                                       |
| 旭川 | 留萌 | 留萌警察署                  | 留萌市高砂町3丁目5番1号      | 留萌市、増毛郡増毛町、留萌郡小平町                                   |
| 旭川 | 空知 | 深川警察署                  | 深川市5条1番12号             | 深川市、雨竜郡妹背牛町・秩父別町・雨竜町・沼田町・北竜町             |

釧路方面本部管轄（10署）
- 警察車両ナンバーの地名表記：釧路および中標津署以外の根室地域は「釧路」、中標津署は「知床」（ご当地ナンバー）、帯広署以外の十勝地域は「十勝」（ご当地ナンバー）[17]、帯広署は「帯広」となる。

| ※    | 地域 | 警察署                  | 所在地                           | 管轄区域                                                                             |
| ---- | ---- | ----------------------- | -------------------------------- | ------------------------------------------------------------------------------------ |
| 釧路 | 釧路 | 釧路警察署 （大規模署） | 釧路市黒金町10丁目5番地1         | 釧路市、釧路郡釧路町、白糠郡白糠町、阿寒郡鶴居村                                     |
| 釧路 | 釧路 | 厚岸警察署              | 厚岸郡厚岸町真栄1丁目7番地       | 厚岸郡厚岸町・浜中町                                                                 |
| 釧路 | 釧路 | 弟子屈警察署            | 川上郡弟子屈町中央2丁目9番28号   | 川上郡弟子屈町・標茶町                                                               |
| 釧路 | 根室 | 根室警察署              | 根室市弥栄町1丁目17番地          | 根室市                                                                               |
| 知床 | 根室 | 中標津警察署            | 標津郡中標津町西5条南1丁目2番地4 | 標津郡中標津町・標津町、野付郡別海町、目梨郡羅臼町                                   |
| 帯広 | 十勝 | 池田警察署              | 中川郡池田町西3条6丁目10番地1    | 中川郡池田町・豊頃町、十勝郡浦幌町                                                   |
| 帯広 | 十勝 | 本別警察署              | 中川郡本別町北1丁目4番地20       | 中川郡本別町、足寄郡足寄町・陸別町                                                   |
| 帯広 | 十勝 | 帯広警察署 （大規模署） | 帯広市西1条北1丁目1番地          | 帯広市、中川郡幕別町、河西郡芽室町・中札内村・更別村、河東郡上士幌町・音更町・士幌町 |
| 帯広 | 十勝 | 新得警察署              | 上川郡新得町4条南6丁目1番地2     | 上川郡新得町・清水町、河東郡鹿追町                                                   |
| 帯広 | 十勝 | 広尾警察署              | 広尾郡広尾町並木通東1丁目2番地3  | 広尾郡広尾町・大樹町                                                                 |

北見方面本部管轄（7署）
- 警察車両ナンバーの地名表記：斜里署以外は「北見」、斜里署は「知床」（ご当地ナンバー）となる。

| ※    | 地域 | 警察署     | 所在地                          | 管轄区域                             |
| ---- | ---- | ---------- | ------------------------------- | ------------------------------------ |
| 北見 | 網走 | 北見警察署 | 北見市青葉町6番1号              | 北見市、常呂郡訓子府町・置戸町       |
| 北見 | 網走 | 美幌警察署 | 網走郡美幌町字大通南1丁目19番地 | 網走郡美幌町・津別町                 |
| 北見 | 網走 | 網走警察署 | 網走市南6条東5丁目1番地1        | 網走市、網走郡大空町                 |
| 知床 | 網走 | 斜里警察署 | 斜里郡斜里町本町43番地6         | 斜里郡斜里町・清里町・小清水町       |
| 北見 | 網走 | 遠軽警察署 | 紋別郡遠軽町大通北5丁目1番地40  | 紋別郡遠軽町・湧別町、常呂郡佐呂間町 |
| 北見 | 網走 | 紋別警察署 | 紋別市南が丘町1丁目5番16号      | 紋別市、紋別郡滝上町                 |
| 北見 | 網走 | 興部警察署 | 紋別郡興部町字興部755番地3      | 紋別郡興部町・雄武町・西興部村       |

## 沿革
- 1954年（昭和29年）7月 ‐ 北海道警察が発足
- 1958年（昭和33年）4月 ‐ 札幌方面本部を廃止して道警本部に統合
- 1970年（昭和45年）8月 ‐ 交通巡視員制度を創設
- 1972年（昭和47年）4月 ‐ 札幌市警察部を新設
- 1995年（平成7年）7月 ‐ 道警本部現庁舎が竣工
- 2003年（平成15年）1月 ‐ 琴似現庁舎が竣工

## 歴代警察本部長
| 代 | 氏名       | 前職                                                                                                | 在任期間                                               | 後職                                                                    |
| -- | ---------- | --------------------------------------------------------------------------------------------------- | ------------------------------------------------------ | ----------------------------------------------------------------------- |
| 1  | 熊野徳次郎 | 国家地方警察札幌警察管区本部長                                                                      | 1954年（昭和29年）7月1日 - 1956年（昭和31年）4月20日   | 中国管区警察局長                                                        |
| 2  | 長野実     | 神奈川県警察本部長                                                                                  | 1956年（昭和31年）4月20日 - 1958年（昭和33年）12月5日  | 警察大学校長                                                            |
| 3  | 藤本好雄   | 警察庁警備局参事官                                                                                  | 1958年（昭和33年）12月5日 - 1960年（昭和35年）7月13日  | 警察庁警務局付                                                          |
| 4  | 湯浅定晴   | 広島県警察本部長                                                                                    | 1960年（昭和35年）7月13日 - 1962年（昭和37年）10月9日  | 大阪府警察本部長                                                        |
| 5  | 青木誠     | 広島県警察本部長                                                                                    | 1962年（昭和37年）10月9日 - 1964年（昭和39年）3月21日  | 九州管区警察局長                                                        |
| 6  | 藤沢言雄   | 関東管区警察局総務部長                                                                              | 1964年（昭和39年）3月21日 - 1966年（昭和41年）3月1日   | 九州管区警察局長                                                        |
| 7  | 楢崎健次郎 | 警察庁刑事局参事官                                                                                  | 1966年（昭和41年）3月1日 - 1968年（昭和43年）9月10日   | 中国管区警察局長                                                        |
| 8  | 関根廣文   | 警察大学校副校長 兼特別捜査幹部研修所長                                                             | 1968年（昭和43年）9月10日 - 1970年（昭和45年）10月28日 | 中部管区警察局長                                                        |
| 9  | 桝谷廣     | 関東管区警察学校長                                                                                  | 1970年（昭和45年）10月28日 - 1973年（昭和48年）6月1日  | 辞職                                                                    |
| 10 | 田中雄一   | 静岡県警察本部長                                                                                    | 1973年（昭和48年）6月1日 - 1975年（昭和50年）9月19日   | 辞職                                                                    |
| 11 | 森永正比古 | 警察庁刑事局参事官                                                                                  | 1975年（昭和50年）9月19日 - 1977年（昭和52年）8月26日  | 警察庁刑事局保安部長                                                    |
| 12 | 半田博     | 広島県警察本部長                                                                                    | 1977年（昭和52年）8月26日 - 1979年（昭和54年）2月2日   | 警察庁警務局首席監察官                                                  |
| 13 | 堀真一     | 宮城県警察本部長                                                                                    | 1979年（昭和54年）2月2日 - 1980年（昭和55年）4月5日    | 辞職                                                                    |
| 14 | 三島孟     | 内閣総理大臣官房交通安全対策室長 →警察庁警務局付                                                    | 1980年（昭和55年）4月5日 - 1981年（昭和56年）8月21日   | 辞職                                                                    |
| 15 | 室伏増男   | 警察大学校特別捜査幹部研修所長                                                                      | 1981年（昭和56年）8月21日 - 1983年（昭和58年）8月26日  | 辞職                                                                    |
| 16 | 森郷巳     | 警察庁交通局審議官                                                                                  | 1983年（昭和58年）8月26日 - 1985年（昭和60年）2月18日  | 辞職                                                                    |
| 17 | 山田忠孝   | 警察庁警備局審議官                                                                                  | 1985年（昭和60年）2月18日 - 1986年（昭和61年）8月18日  | 中部管区警察局長                                                        |
| 18 | 廣谷干城   | 警察庁長官官房審議官（交通局担当）                                                                  | 1986年（昭和61年）8月18日 - 1988年（昭和63年）8月5日   | 辞職                                                                    |
| 19 | 仲村規雄   | 警察大学校特別捜査幹部研修所長                                                                      | 1988年（昭和63年）8月5日 - 1990年（平成2年）4月3日     | 辞職                                                                    |
| 20 | 長尾良次   | 警察大学校副校長                                                                                    | 1990年（平成2年）4月3日 - 1991年（平成3年）7月29日     | 近畿管区警察局長                                                        |
| 21 | 桑田錬造   | 警察大学校副校長                                                                                    | 1991年（平成3年）7月29日 - 1992年（平成4年）11月11日   | 辞職                                                                    |
| 22 | 黒瀬義孝   | 警察大学校副校長                                                                                    | 1992年（平成4年）11月11日 - 1994年（平成6年）7月27日   | 辞職                                                                    |
| 23 | 伊達興治   | 千葉県警察本部長                                                                                    | 1994年（平成6年）7月27日 - 1996年（平成8年）4月8日     | 関東管区警察局長                                                        |
| 24 | 武居澄男   | 広島県警察本部長                                                                                    | 1996年（平成8年）4月8日 - 1997年（平成9年）8月25日     | 警察大学校長                                                            |
| 25 | 遠藤豊孝   | 千葉県警察本部長                                                                                    | 1997年（平成9年）8月25日 - 1999年（平成11年）1月18日   | 警察大学校長                                                            |
| 26 | 島田尚武   | 警察大学校副校長                                                                                    | 1999年（平成11年）1月18日 - 2000年（平成12年）8月24日  | 警察庁長官官房国際部長                                                  |
| 27 | 山田高廣   | 警察大学校副校長                                                                                    | 2000年（平成12年）8月24日 - 2002年（平成14年）2月8日   | 辞職                                                                    |
| 28 | 上原美都男 | 警察庁長官官房審議官（警備局担当）                                                                  | 2002年（平成14年）2月8日 - 2003年（平成15年）8月5日    | 警察庁長官官房付→ 内閣官房内閣情報調査室 内閣衛星情報センター分析部長   |
| 29 | 芦刈勝治   | 警察庁長官官房審議官（警備局担当）                                                                  | 2003年（平成15年）8月5日 - 2005年（平成17年）8月16日   | 関東管区警察局長                                                        |
| 30 | 樋口建史   | 警察庁刑事局刑事企画課長                                                                            | 2005年（平成17年）8月16日 - 2007年（平成19年）8月24日  | 警察庁長官官房政策評価審議官 兼長官官房審議官（犯罪収益対策・国際担当） |
| 31 | 高橋清孝   | 警察庁警備局警備課長                                                                                | 2007年（平成19年）8月24日 - 2008年（平成20年）8月7日   | 警視庁警備部長                                                          |
| 32 | 鎌田聡     | 警察庁情報通信局情報通信企画課長                                                                    | 2008年（平成20年）8月7日 - 2010年（平成22年）1月18日   | 警察庁長官官房審議官（警備局担当）                                      |
| 33 | 殿川一郎   | 内閣府大臣官房審議官（共生社会政策担当）                                                            | 2010年（平成22年）1月18日 - 2011年（平成23年）10月17日 | 内閣官房内閣衛星情報センター次長                                        |
| 34 | 園田一裕   | 警察庁長官官房首席監察官                                                                            | 2011年（平成23年）10月18日 - 2013年（平成25年）8月30日 | 辞職                                                                    |
| 35 | 坂明       | 国土交通省大臣官房審議官（自動車局担当）                                                            | 2013年（平成25年）8月30日 - 2014年（平成26年）8月26日  | 辞職                                                                    |
| 36 | 室城信之   | 警察庁刑事局組織犯罪対策部長 兼生活安全局付兼刑事局付                                               | 2014年（平成26年）8月26日 - 2016年（平成28年）1月14日  | 辞職                                                                    |
| 37 | 北村博文   | 内閣府大臣官房・内閣官房内閣審議官＝内閣情報調査室 カウンターインテリジェンス・センター副センター長 | 2016年（平成28年）1月14日 - 2018年（平成30年）1月18日  | 警察大学校警察政策研究センター所長                                      |
| 38 | 和田昭夫   | 警察庁長官官房付                                                                                    | 2018年（平成30年）1月18日 - 2019年（平成31年）1月9日   | 中部管区警察局長                                                        |
| 39 | 山岸直人   | 警察大学校国際警察センター所長兼 警察庁長官官房審議官(犯罪被害者等施策担当)                         | 2019年（平成31年）1月10日 -2020年（令和2年）8月24日    | 辞職                                                                    |
| 40 | 小島裕史   | 警視庁警備部長                                                                                      | 2020年（令和2年）8月24日 - 2021年（令和3年）8月30日    | 警察庁長官官房付→警察庁長官官房長                                       |
| 41 | 扇沢昭宏   | 岡山県警察本部長                                                                                    | 2021年（令和3年）8月30日 - 2022年（令和4年）8月26日    | 辞職                                                                    |
| 42 | 鈴木信弘   | 警察共済組合理事                                                                                    | 2022年（令和4年）8月26日 - 2024年（令和6年）3月29日    | 辞職                                                                    |
| 43 | 伊藤泰充   | 自動車安全運転センター理事・安全運転中央研修所長                                                    | 2024年（令和6年）3月29日 - 2025年（令和7年）8月8日     | 警察庁長官官房付→辞職                                                   |
| 44 | 友井昌宏   | 公安調査庁調査第一部長                                                                              | 2025年（令和7年）8月8日 - 現職                         |                                                                         |

## 警察歌
- 北海道警察歌「銀嶺映ゆる」
  - 作詞：本間善松[20]
  - 作曲：中島有三[20]

1955年（昭和30年）に新警察法施行・道警察発足1周年を記念して歌詞を懸賞募集し、応募総数200篇から入選した作品を基に作曲者を本部内で募集して1956年（昭和31年）3月に制定された。

## 不祥事

### 1997年（平成9年）
- 7月 ロシア人船員が、拳銃と実弾を所持していたとして銃刀法違反で実刑が確定し、2年の服役を終えた後に再審無罪になったいわゆるロシア人船員おとり捜査事件があった。（稲葉事件を参照）

### 2002年（平成14年）
- 7月 生活安全部生活安全特別捜査隊班長の警部が、覚せい剤取締法違反と銃砲刀剣類所持等取締法違反容疑で逮捕・有罪判決を受けた、いわゆる稲葉事件が発覚した。覚せい剤取締法違反容疑とロシア人船員おとり捜査事件に絡む偽証容疑について、道警と国家公安委員会が調査を行い道警本部長ら13人が処分された。

### 2003年（平成15年）
- 11月 旭川中央署の不正経理疑惑を発端とする、北海道警裏金事件が発覚した。

### 2006年（平成18年）
- 5月 千歳署空港警備派出所の巡査長が、自宅周辺に駐車中の自動車のタイヤを千枚通でパンクさせて逮捕され、書類送検された。
- 9月 生活安全部生活安全企画課の統括官である警部が、自動車を運転中に信号を無視して交差点に進入してタクシーと衝突し、そのまま逃げようとした当て逃げ事故が発生した。後に停職1か月の懲戒処分、また道路交通法違反容疑で書類送検された。

### 2007年（平成19年）
- 3月 根室署員4人が、前年9月に参考人を暴行した事実が発覚し、書類送検された。
- 3月 釧路署の警察官が、携帯電話販売店で自らが購入した携帯電話に関して8時間に渡り店員にクレームをつけて、通報でかけつけた警察官が当事者との関係や職業を偽った事実を店側に話していたことが発覚した。
- 3月 釧路方面本部十勝機動警察隊の巡査部長が、同僚の制服から階級章を剥ぎ取り自分のロッカーに隠していたことが判明して、依願退職した。
- 4月 稚内署刑事課の巡査長の私物のパソコンから、暴力団組員やその知人、家族の個人情報がネット上に流出した。Winnyの使用が流出の原因であることが判明して、停職6か月の懲戒処分にした。
- 7月 西署の警部補が、女性にわいせつ行為をして、被害女性に示談金300万円を支払い口止めしていたことが発覚した。
- 7月 地域部通信指令課の警部補が、札幌市厚別区内のホームセンターでドライバーを万引きして、依願退職した。監察官室は、店側に謝罪して商品は返還しているとして逮捕は見送った。
- 8月 旭川方面本部管内の警察署の警察官が、捜査書類を偽造していたことが発覚した。
- 11月 中央署地域課の巡査部長を、覚せい剤取締法違反の容疑で逮捕した。覚せい剤はインターネットで購入したと供述して、のちに起訴されて懲戒免職となった。
- 12月 地域部地域企画課の警部補が、当直勤務中に相談の電話をかけてきた女性に対して卑猥な言葉を数回かけたとして停職1か月の懲戒処分となった。
- 12月 千歳署の巡査長が、11月に恵庭市内で自損事故を起こし、道路交通法違反容疑で書類送検されて、減給半年間の処分とした。なお、事故当時この巡査長にアルコール検知を行ったところ、酒気帯び運転の基準未満のアルコールが検出されていた。

### 2008年（平成20年）
- 1月 札幌方面管内の警察署の警部補を、女性にわいせつ行為をしたとして停職3か月の処分とした。
- 4月 旭川中央署地域課の巡査を、北海道青少年健全育成条例違反で逮捕した。
- 9月 刑事部組織犯罪対策課の警部補が、勤務中に入店したパチンコ店で客が忘れたICカードを使用したことが発覚して、依願退職した。
- 10月 函館方面本部管内の警察署の男性警部補（56）が、交通違反切符1件の処理を放置して時効を成立させたとして、戒告の懲戒処分にした。
- 12月 旭川方面本部管内の警察署交通課の男性巡査長（42）が、捜査で訪れた民家で女性に対して下半身を露出するなどしたとして、停職3か月の懲戒処分にして同日付で辞職した。
- 12月 帯広署地域課の巡査部長（59）と巡査長（30）が、「処理が面倒」という理由で当て逃げ事故の被疑者を見逃したとして、虚偽公文書作成・同行使や犯人隠避の疑いで書類送検して、それぞれ停職1か月と減給10分の1（1か月）の懲戒処分として、巡査部長は同日依願退職した。

### 2009年（平成21年）
- 2月 斜里署浜小清水駐在所の巡査部長が、勤務時間中に飲酒後警察車両を運転して署に向かう途中で物損事故を起こしたとして道路交通法違反容疑で書類送検され、本部は巡査部長を懲戒免職処分とした。また、本部は「逃亡の恐れが無かった」として逮捕しなかった。
- 2月 稚内署生活安全課長が、道警本部勤務当時に女子高校生を買春していたことが発覚して、処分後に依願退職した。
- 2月 中標津署の巡査が、十勝管内のホテルでサイトで知り合った17歳の少女にみだらな行為をして、北海道青少年健全育成条例違反（淫行）容疑で逮捕され、停職3か月の懲戒処分を受け依願退職した。
- 11月 機動隊の巡査が、札幌市南区真駒内で酒気帯び事故を起こし現行犯逮捕され、監察官室は12月9日付けで懲戒免職処分とし、機動隊長の警視を監督責任として本部長注意とした。

### 2010年（平成22年）
- 2月 函館中央署留置管理課長の50代の警部を、留置人を署員1人で護送させたとして戒告処分とした。
- 2月 枝幸署長の警視が、2009年（平成21年）11月に女性にセクハラ行為をしたとして懲戒処分にして、道警は署長を署付としたが後に依願退職した。
- 2月 釧路方面本部十勝機動警察隊長の警視が、札幌市内で盗撮をして現行犯逮捕された。警視は2010年（平成22年）3月末で定年退職する予定だったが、25日付で隊長職から隊付に更迭して、3月18日付けで依願退職した。
- 5月 帯広署管内の交番の警部補が、2009年（平成21年）2月頃から数回、部下に拳銃を突きつけていたことが発覚して、処分後に依願退職した。
- 6月 生活安全部少年課の統括官である警部が、店舗経営の男性から金銭の貸与があり返済していなかったとして、監察官室は懲戒免職とした。本部によると捜査情報の漏洩はなかったと発表されている。
- 7月 白石署留置管理課の巡査が恐喝容疑で、本別署警務課の巡査長が酒気帯び運転容疑でそれぞれ逮捕され、二人を懲戒免職処分とした。なお、白石署の巡査は、道警採用前に石川県金沢市内で窃盗事件を起こしていたことが判明した。
- 8月 琴似留置場の巡査長（36）が、留置人の現金を横領していた疑いで逮捕され、懲戒免職処分となった。
- 8月 稚内署刑事課の男性巡査長が、捜査で押収した被疑者の携帯電話のアドレス帳を悪用し、女性数人に電話していたことが分かり、道警は8月20日付で懲戒免職処分とした。また、私的で知り合った女性に繰り返しメールを送ったとして、2010年4月に道警本部から文書で警告を受けていた。
- 8月 釧路方面本部会計課の警察職員の男性が、酒気帯び運転で検挙された。
- 10月 刑事部捜査第二課長が、職員にパワハラをしたとして警務部付（22日）となった。その後、警察庁刑事局刑事企画課長補佐兼警察大学校警察政策研究センター付へ異動した。
- 10月 旭川東署の駐在所長の警部補が、同年6月に飲酒運転をしたとして懲戒免職となった。
- 10月 函館方面本部地域課の統括官である警部が、札幌勤務当時に未成年の少女を自宅に泊めてわいせつ行為をしたとして、懲戒免職処分とした。

### 2011年（平成23年）
- 1月 刑事部捜査第二課の40代男性警部補が、実際には聴取していない参考人からの“供述調書”を作っていたことが発覚した。提出を急がされて事件に関連する資料を基に書いたという。他の捜査員が捏造に気づき捜査書類にはならなかったが、虚偽公文書作成と虚偽公文書行使容疑で書類送検されて、1か月の減給処分となり依願退職した。
- 2月 刑事部組織犯罪対策局組織犯罪対策課の警部補が、風俗店経営の知人から依頼されて求人に応募して来た相手の犯歴情報を横流しして地方公務員法（守秘義務違反）容疑で逮捕され、知人も守秘義務違反の教唆で逮捕された。また、2月18日にはその風俗店に出入りしていたとみられる刑事部捜査第四課の統括官である警部が、道警の事情聴取後に道央自動車道で事故を起こし死亡した。
- 4月 情報漏洩事件で逮捕された警部補を、知人から現金を受け取っていた容疑で再逮捕し、道警は懲戒免職とした。また、「他にも金品を受け取っていたり、飲食店で接待を受けていた警官がいる」との警部補が供述していることから、監察官室は事実関係を調査をする見込みである。
- 7月 道警は、元警部補による情報漏洩事件で飲食店で接待を受けていた警察官やその上司を、停職・減給などの処分を行ったことを発表した。停職処分を受けた警部・警部補ら4人は7月1日付で依願退職した。また、道警本部長は監督責任として警察庁長官注意処分を受けた。
- 8月 交通部長と苫小牧署長の警視正2人が、苫小牧市内にある自動車整備工場と過度の付き合いがあったとして、本部長による口頭注意を受けた[21]。
- 9月 豊平署の警部補が、捜査書類を官舎に持ち帰り放置し、事情聴取直前に失踪し懲戒免職処分とした[22]。
- 10月 旭川方面本部管内の警察署の男性巡査部長が、当時既に離婚していて単身赴任手当も受給資格を失っていたにもかかわらず、4年間にわたり不正に受け取っていたことが発覚して、詐欺容疑で旭川地方検察庁に書類送検されて、停職3か月の処分とした[23]。
- 10月 東署交通課の男性巡査部長が、4月5日に札幌市東区内で発生した重傷交通事故を担当したが、この時に参考人聴取を全く行なっていなかったにもかかわらず、虚偽の参考人供述調書を作成していたことが発覚し、虚偽有印公文書作成および同行使の容疑で逮捕された[24]。
- 12月 旭川東署刑事・生活安全課の巡査部長が、同年11月酒に酔い他人宅に侵入して逮捕された事件で、道警は12月21日に停職1か月の懲戒処分にし、合わせて署長を本部長注意、上司や同僚を署長注意処分にしたと発表した[25]。

### 2012年（平成24年）
- 2月 厚別署地域課の巡査長が、公然わいせつ容疑で逮捕されて略式起訴となった。
- 2月 苫小牧署副署長の男性警視が、女性署員数人にセクハラ行為をしたため、2月27日付で警務部付に更迭され停職1か月の処分とした[26]。
- 3月 交通部長と苫小牧署長が、苫小牧市内の自動車修理業者のコテージを無料で利用していた問題で、二人を本部長注意処分とした。また、署長は9日に警務部付に更迭した[27]。
- 8月 高速道路交通警察隊の中隊長である警部が、すすきので女性の身体を触ったとして北海道迷惑防止条例違反の疑いで逮捕された[28]。
- 8月 斜里署長の警視が、セクハラの疑いで警務部付に更迭した[29]。
- 9月 釧路地方検察庁は前・斜里署長を不起訴処分として、道警は停職3か月の停職処分とした。北海道迷惑防止条例違反で罰金30万円の略式命令を受けた、高速隊の警部は停職1か月の懲戒処分とした。2人は7日付で依願退職した[30]。
- 9月 北見署の巡査長が、昨年8月に知人女性を強姦したとして逮捕されていたことが発覚した。道警はこの事実を公表していなかった[31]。
- 9月 旭川東署副署長が、部下に嫌がらせをした疑いで、道警は18日付で旭川方面本部警務課付に更迭人事を行った[32]。
- 9月27日 札幌市白石区内でミニパトカーを運転していた白石署地域課の男性巡査長（26）が、自転車で新聞配達中の女性に衝突して、女性は左足を骨折した。事故を起こした巡査長は、居眠り運転をしていた模様である[33]。
- 10月11日 同年9月に旭川方面本部警務課付に更迭された前・旭川東署副署長の警視が署員数人に対してセクハラ行為をしたとして停職1か月とした。警視は11日付で辞職した[34]。
- 12月29日 新得署の巡査部長が、飲酒運転の容疑で逮捕された[35]。

### 2013年（平成25年）
- 1月17日 江別署生活安全課の巡査部長が、倶知安町で警察官2人に足けりをしたとして公務執行妨害容疑で逮捕された[36]。
- 2月27日 本別署員が、スピード違反者を取り押さえた後に違反者が死亡したため、刑事部捜査第一課が捜査に乗り出した[37]。
- 2月28日 池田署副署長兼警務課長の警部が、女性職員にセクハラ発言をした上に来署した女性に興味を持ち運転免許証を照会したので、同日付で釧路方面本部付に更迭して減給1割・6か月の処分とした[38]。
- 4月26日 紋別署の巡査部長が、二日酔いで自動車を運転して出勤したとして停職3か月の懲戒処分とした。前署長の警視を減給1か月の処分にしたほか、上司5人を訓戒処分とした[39]。
- 9月12日 生活安全部生活安全特別捜査隊の警部補と巡査が、同僚の机の引き出しから現金を盗み窃盗容疑で書類送検されて、道警は停職処分とした[40]。
- 9月12日 釧路方面本部釧路機動警察隊の巡査長が、 盗撮しようとしたとして減給1割・6か月として、痴漢をした警察学校生を停職1か月の処分とした。上記の2人を含む計4人が依願退職した。
- 11月3日 警備部公安第二課の巡査部長(29)が、窃盗の現行犯で福岡県小倉北警察署に逮捕された。発表によると、巡査部長は11月3日午後2時頃、北九州市小倉北区コンビニエンスストアで、500ミリリットルのオレンジジュース1本（147円相当）を盗んだ疑い。コンビニの男性経営者（37）が引き留めようとしたが逃走し、同店の向かいのカバン店に逃げ込んだところを取り押さえた。巡査部長は逮捕時から一切話さず、同署は所持していた健康保険証などから身元を割り出した。道警によると巡査部長は9月1日から無断欠勤して所在不明になっていたとコメントした。道警監察官室は「事実関係は現在調査中で、明らかになり次第、処分を検討する」とコメントした。[41]。

### 2014年（平成26年）
- 12月 函館方面本部交通課長の警視が、女性にセクハラ行為をして警部に降格させる分限処分とし、合わせて翌2015年（平成27年）1月7日付で旭川方面本部警務課主監に異動させた。
- 12月 根室署長が、パワハラをしたとして釧路方面本部付に更迭した。

### 2015年（平成27年）
- 2月 パワハラで更迭された前・根室署長の警視を、本部長訓戒処分にして併せて所属長級から調査官級へ降格させて、釧路方面本部警務課調査官に異動させた。
- 5月 帯広署の巡査長が、酒気帯び運転した容疑で書類送検された[42]。
- 11月 砂川署の警察官が、酒気帯び運転で書類送検された。
- 11月 函館方面本部函館機動警察隊で交通違反の摘発での不正が発覚して、33人の警察官が書類送検された。森警察署の巡査部長が逮捕される[43]。

### 2016年（平成28年）
- 4月 2015年（平成27年）に、ひき逃げや横領事件、傷害事件など、本来なら法令に違反するか刑事事件に該当する行為をした警察官について、訓戒などの軽微な処分で済ませていたことが、毎日新聞の情報公開請求で明らかになった。道警は現在も、刑事処分の有無や懲戒処分の詳細な内容について説明を拒んでいる模様である[44]。
- 6月 帯広署地域課の男性巡査2人が、18日夜に酒を飲んで自動車を運転中に他の自動車と衝突してそのまま逃走して、翌19日に道路交通法違反（酒気帯び運転）の容疑で逮捕された[45]。
- 6月 薬物銃器対策課の男性警部補（38）が、2015年（平成27年）4月に覚醒剤密売の仲介者に対し捜査情報を漏洩したとして、22日に証拠偽造や地方公務員法違反の容疑で逮捕された[46]。

### 2017年（平成29年）
- 2月 札幌市白石区で発生した殺人事件の証拠品を、白石署が紛失していたことが明らかになった。誤ってゴミと一緒に廃棄した可能性が高いという。
- 7月 美深署副署長の警部(58)が、7月2日に店で万引きして窃盗の現行犯で逮捕されたことが明らかになった[47]。道警は7月19日に旭川地方検察庁に書類送検して停職1か月の懲戒処分とした。警部は20日付で依願退職した[48]。

### 2018年（平成30年）
- 3月30日 東署は30日、岩見沢署地域課の巡査部長を同日スーパーで焼肉のタレ1点を盗み窃盗の現行犯で逮捕した[49]。
- 4月5日 道警は5日付で警部補を停職3か月、警部を停職1か月の懲戒処分にして、いずれも依願退職した。警部補は自宅から約4キロメートルにわたり酒気を帯びた状態で車を運転した疑い。警部は3月14日に札幌市内のスーパーで焼き鳥や刺身などの食料品を盗んだ疑い[50]。
- 4月11日 午後10時35分ごろ、巡査長が札幌市豊平区の市道で路上にいた女性を車ではねて、重傷を負わせ逃走したとしている[51]。被害者は右目の視力をほぼ失う重傷を負った[52]。停職処分後に依願退職した[53]。
- 7月17日 機動隊の巡査長が、車で女性をはねて重傷を負わせそのまま逃げたとして、道路交通法違反（ひき逃げ）と自動車運転処罰法違反（過失致傷）の疑いで逮捕した。
- 8月7日 苫小牧署の巡査部長が、札幌市南区内で下半身を露出した容疑で逮捕される。その父親は事件当時は中央署長だったが、半月後に北海道警察札幌市警察部長兼警務部参事官兼サイバーセキュリティ対策本部長に異動となった[54]。
- 8月31日 道警は2017年から障害者雇用数を実際より1.5人分多く、算定していたことを発表した[55]。
- 10月10日 中央署薬物銃器対策課の巡査部長が、覚醒剤所持の現行犯で逮捕された[56]。巡査部長は10年以上薬物捜査を担当していた[57]。
- 10月12日 札幌方面の警察署交通課の巡査部長と同署地域課の巡査長を、交通違反の捜査書類を偽造したとして、虚偽有印公文書作成・同行使にて書類送検し、巡査部長を減給10%・1か月、巡査長を戒告の懲戒処分とした[58]。

### 2019年（平成31年・令和元年）
- 1月 現職警察官やＯＢが、出版社EDU-COMEに依頼され昇任試験問題集を執筆し副業申請せずに報酬を連続的に受け取っていたことが発覚した[59]。
- 3月 道内の警察署に勤務する40代男性巡査部長が、不倫相手の女性と勤務時間中に会ったとして減給10%・3か月の懲戒処分とした[60]。
- 7月 警察庁と17道府県警の警察幹部らが、東京の出版社EDU-COMEの昇任試験対策問題集に執筆し無届けで報酬を得ていた問題で、道警は12日、副業を原則禁止した地方公務員法などに違反したとして、約300万円を受け取った道東の警察署長の警視正を訓戒とするなど計4人を処分した。旭川方面本部管内の警視が本部長注意、残る2人は道警本部の警視で、1人は本部長注意、1人は所属長による口頭注意を受けた[61]。
- 7月 札幌市内で第25回参議院議員通常選挙の応援演説をしていた安倍晋三内閣総理大臣に対して、数人の男女が野次を飛ばしたが、それに対して道警の警察官数人が野次を飛ばした人物を取り押さえ排除した。道警は公職選挙法違反（選挙の自由妨害）に当たるとしたが、警察官らの行為が政治的中立性の観点から議論となった[62]。また、ヤジを飛ばさずに「消費増税反対」や「年金問題」と書かれたプラカードを持っていた人物に対し、警察官が取り囲む・プラカードを警察官が押さえ付けるなどの行為も生じていた[63]。なお、これを受けて2人が損害賠償を求める訴訟を提起し、排除行為は表現の自由を侵害したとして、2022年3月25日に計88万円の賠償を命じる判決を下した[64][65]。また、7月15日に首相の演説開始前の新札幌駅付近で政権批判のプラカードを持っていたところ、「警察官4人にこっちに来てと促され、10メートルほど移動させられた」としており、プラカードを掲げられなかったとしている[66]。2023年6月22日、札幌高等裁判所は控訴審判決で男性に対する道警の排除行為について、男性が周囲から暴行を受けたり、男性が安倍氏らに危害を加えたりする恐れが迫っており、適法だったと判断し、男性の賠償請求を棄却した。女性については1審判決と同様、表現の自由などの侵害を認め、道に55万円の賠償を命じた[67][68]。2024年8月19日、最高裁判所は道側と男性側の上告をいずれも退ける決定を出した。男性を敗訴としつつ、女性については道に55万円の支払いを命じた2審判決が確定した[69]。
- 10月 室蘭署刑事第一課の巡査長を、酒気帯び運転で逮捕した。札幌市厚別区厚別中央で、酒気を帯びた状態で車を運転した疑い[70]。
- 12月 兵庫県警察サイバー犯罪対策課は、他人のクレジットカード情報でインターネットを通じて商品を不正に購入した帯広署刑事第二課の男性巡査部長を、電子計算機使用詐欺の疑いで逮捕した[71][72]。2020年2月27日、捜査情報として得た他人のクレジットカード情報で電子マネーを入金したなどとして、兵庫県警は元男性巡査部長を電子計算機使用詐欺などの容疑で再逮捕（別案件）。2020年7月27日、神戸地方裁判所は元男性巡査部長（懲戒免職）に対し、「詐欺の常習性は顕著」「犯罪や捜査の内実を知る警察官の立場を悪用しており、極めて悪質だ」として懲役2年6月（求刑懲役4年）の実刑判決を言い渡した[73]。
- 12月11日 室蘭署の巡査長を、道路交通法違反（酒気帯び運転）の疑いで書類送検し、同日付で停職6か月の懲戒処分にした。巡査長は12日付で依願退職した[74]。

### 2020年（令和2年）
- 4月22日 道警は児童買春・ポルノ禁止法違反の疑いで、警察署地域課に勤務する30代男性巡査部長を書類送検し、停職6か月の懲戒処分にした。巡査部長は23日付で依願退職した[75]。
- 8月1日 函館西署交通課の男性巡査部長（40）が、7月27日、渡島地方の住宅敷地内でこの家に住む女性の肩をつかむなどの暴行を加えた上、「大声を出すと殴る」などと言って脅迫した疑い。8月1日、道警は男性巡査部長を暴行と脅迫の疑いで逮捕した。男性巡査部長は帰宅した女性に道案内の依頼を装って話しかけて犯行に及んだが、女性が周囲に助けを求めるなどすると逃走した。男性巡査部長は調べに対し、容疑を認めている[76]。男性巡査部長は以前、被害女性に交通違反切符を交付していたことがわかった。道警はこの際に女性の住所などの個人情報を入手した疑いがあるとみて調べている[77]。9月16日、道警は男性巡査部長（強制わいせつ未遂罪で起訴）を停職1か月の懲戒処分とした。男性巡査部長は翌17日付で依願退職[78]。
- 交通機動隊の警部補が、交通取り締まりにおけるスピード違反の測定の際に、測定レーザーを電柱に向けて照射するなどの方法により測定データを捏造したうえで違反切符を切った偽造有印公文書作成などの罪に問われ、同警部補は2020年11月2日に免職処分となった。取り締まりパトカーに同乗していた部下らも減給処分となった。また、警部補の上司の警部も報告を受けていながら情実によりもみ消したため減給処分となった。この事件で道警の合わせて10人が処分を受けた。捏造データにより違法取り締まりを受けた運転者は47人分判明しており、さらに不適切な機械操作方法により誤った取り締まりも7人分が判明している。道警は不正ができないようにパトカーの測定機器を改修して取り締まりを再開している[79][80]。

### 2022年（令和4年）
- 5月1日 白石署地域課の警部補を、運転中のパトカーで歩行者をはねて死亡させたとして自動車運転処罰法違反（過失致死）の現行犯で逮捕した。警部補は事故当時、騒音苦情の110番通報を受け白石区内の別の現場に向かっていて、「前方をよく見ていなかった」と容疑を認めているという[81]。
- 5月18日 深川署の50代の男性副署長が、旭川市内のスーパーで菓子数点（数百円相当）を持ったまま店外に出たところで警備員に声をかけられた。110番を受けて駆けつけた旭川中央署員が任意同行を求め、事情を聴いたところ、容疑を認めたという。 道警は在宅で捜査していたが、札幌市内の大学敷地中で副署長が死亡しているのが見つかった。自殺とみられる[82]。

### 2024年（令和6年）
- 12月24日 11月に札幌方面管内の警察署の20代男性巡査（勤務時間外）が、自家用車を運転中に赤信号を無視したとして道警パトカーから停止を求められたにもかかわらず、逃走していたことが分かった。車には他に巡査が3人同乗し一部が逃げろなどと発言していたことも判明。追跡中に住宅街で一時不停止などを繰り返しており、約800メートル先の駐車場で停車。車内のドライブレコーダーには同乗者の一部が「逃げろ、行け」などと発言する音声が記録されていた。道警は男性巡査に交通反則切符を交付した。同乗の巡査は逃走を止めなかった疑いがあり処分を検討している[83]。

### 2025年（令和7年）
- 1月24日 令和6年11月に札幌方面管内の警察署の20代男性巡査（勤務時間外）が、自家用車を運転中に赤信号を無視したとして道警パトカーから停止を求められたにもかかわらず逃走した問題で、道警は当該巡査を訓戒処分としたことが分かった。車に同乗していた3人の巡査にも逃走を止めなかったとして訓戒などとした。道警は今回の処分を公表しておらず北海道新聞が情報公開請求し開示された資料などで判明した[84]。
- 7月14日 組織犯罪対策第2課の警部補を、知人の20代女性に性的暴行をしたとして、不同意性交の疑いで逮捕した[85]。

## 冤罪事件
北海道警察が捜査した事件で、冤罪が確定した事件
- 旭川日通事件

## 重大犯罪の解決

### 1976年（昭和51年）
- 1976年8月2日（昭和51年）〔北海道庁爆破事件〕‐1976年3月2日午前9時2分頃、札幌市中央区の道庁本庁舎1階ロビー西側エレベーター付近で爆発が起こり、出勤途中の職員2人が殉職、80人余りが重軽傷を負い、天井が落下するなどの被害を出した。その後、爆発したのは時限式消火器爆弾と判明。また事件当日、地下鉄大通駅のコインロッカーから「東アジア反日武装戦線」を名乗る犯行声明文が見つかった。声明は、道庁を標的にしたのは、道庁がアイヌ侵略の拠点であるとの理由からだ、としていた。「反日闘争」を進めている人物を中心に捜査が進められ、同年8月10日、被疑者大森勝久が逮捕された。その後の家宅捜索で「反日戦線」との交友関係を示す証拠や自室内にあった工具類が発見されている。この事件は直接証拠が見つからず、大森は黙秘を貫き、裁判では無罪を主張した。ただし、大森は犯人の残した声明文に含まれる政治思想（アイヌ革命論など）については支持するという特異な状況であった。1983年3月、第一審の札幌地方裁判所は、事件当日の目撃証言や押収品などといった状況証拠から死刑判決を言い渡した。その後、札幌高等裁判所への控訴、最高裁判所への上告はいずれも棄却され、死刑判決が確定した[詳細 1]。2021年現在、大森は死刑囚として札幌拘置支所に収監されている。

### 2014年（平成26年）
- 2014年4月9日（平成26年）〔札幌連続ボンベ爆発事件〕 ‐ 激発物破裂の疑いで札幌市北区在住の主婦（当時51歳）を逮捕。札幌連続ボンベ爆発事件とは、2014年1月から11月にかけて北海道札幌市北区で発生したガスボンベの連続爆発事件。逮捕された主婦は、一貫して容疑を否認している事案。主婦を逮捕した後も同様の事案が立て続けに発生している。2016年7月21日の第二審に於いても有罪判決（高橋徹 裁判長）が出ており、“懲役18年の実刑判決[詳細 2]”が言い渡され、札幌刑務支所（女子刑務所）に服役している。

## 職制・組織の改編など
- 2008年（平成20年）から業務が多忙な6警察署（札幌東・北・西・豊平・南・函館中央）に地域課長を3人配置して3交替制勤務とした。
- 2010年（平成22年）4月1日から、大規模7警察署で機能強化をはかるために、警視の課長とその下に統括官のを配置した。
- 2011年（平成23年）4月1日から、中規模警察署の各課を統合して、警視の課長とその下に警部の統括官を配置した。
- 2012年（平成24年）4月1日から、中小規模警察署の次長を副署長に改称して、道警本部および方面本部の統括官を課長補佐に、各警察署の統括官を課長代理に改称した。
- 2013年（平成25年）4月1日から、大規模警察署の課長を警視から警部に変更して、新たに課長の上に刑事官、生活安全官、交通官、地域官のポストを新設して課の分割を行った。
- 2017年（平成29年）4月1日から、夕張署を栗山署へ、三笠署を岩見沢署へ、沼田署を深川署へそれぞれ統合した。統合された側の警察署は「警察庁舎」として一部業務を引き継いだ。
- 2020年4月1日から、砂川署を滝川署へ、美深署を名寄署へそれぞれ統合した。統合された側の警察署は「警察庁舎」として一部業務を引き継いだ。
- 2026年（令和8年）4月1日から、美唄署を岩見沢署へ、赤歌署および芦別署を滝川署へ、木古内署を函館中央署へ、池田署を帯広署へ、興部署を紋別署へ、寿都署を岩内署へ、それぞれ統合し再編する改正条例が2025年（令和7年）7月4日の北海道議会で可決成立した。なお、寿都署は岩内署の建て替え後に統合するので、2027年（令和9年）4月以降のできるだけ早い時期となる。統合される側の署は「分庁舎」として残して、警視の所長を13人配置、24時間体制でパトロールや初動対応に当たり、警察相談や交通窓口など住民サービスを維持する。この統合再編後は64署から57署になる[86]。